# 2023 dans les parcs de loisirs
 (mars 2023).
Si vous disposez d'ouvrages ou d'articles de référence ou si vous connaissez des sites web de qualité traitant du thème abordé ici, merci de compléter l'article en donnant les références utiles à sa vérifiabilité et en les liant à la section « Notes et références ».
| Années des parcs de loisirs : 2020 - 2021 - 2022 - 2023 - 2024 - 2025 - 2026    |
| Décennies des parcs de loisirs : 1990 - 2000 - 2010 - 2020 - 2030 - 2040 - 2050 |

L'article 2023 dans les parcs de loisirs répertorie les événements marquants et les nouveautés majeures de l'année 2023, dans le domaine des parcs de loisirs à travers le monde.

## Parcs d'attractions

### Ouverture
- Fantawild Heze ( Chine)
- Fantawild Mudan ( Chine)
- Fantawild Liangyuan ( Chine)
- Happy Valley Chang'an ( Chine)
- Joy Ocean Park ( Chine)
- Ocean Flower Island Fairyland ( Chine)
- Fantawild Wonderland ( Chine) ouvert au public le 18 juillet 2023
- SeaWorld Abu Dhabi ( Émirats arabes unis) ouvert au public le 23 mai 2023[1]

### Changement de nom
- Tayto Park devient Emerald Park ( Irlande)[2]
- La Feria Chapultepec Mágico devient Aztlán Parque Urbano ( Mexique) ouvert au public le 30 août 2023[3]

### Fermeture
- Bollywood Parks Dubai ( Émirats arabes unis) le 20 avril 2023[4]

## Parcs aquatiques

### Ouverture
- MagicSplash ( Italie)[5]

## Événements
- Mars
  - 7 mars 2023 -  États-Unis - La division Universal Parks & Resorts change de nom pour devenir Universal Destinations & Experiences[6].
  - 23 mars 2023 -  Belgique - Abandon du projet de parc Legoland à Charleroi[7],[8].
- Avril
  - 7 avril 2023 -  France - Un incendie se produit sur un wagon d'Objectif Mars au Futuroscope[9].
  - 11 avril 2023 -  États-Unis - Le constructeur d'attractions américain Rocky Mountain Construction fusionne avec Larson International[10].
- Mai
  - 9 mai 2023 -  France - PAI Partners rachète le groupe Looping, propriétaire de plusieurs parcs de loisirs[11],[12].
- Mai
  - 23 mai 2023 -  France - Premier jour d'un mouvement de grève organisé par une partie du personnel de Disneyland Paris[13],[14].
- Juin
  - 19 juin 2023 -  Allemagne - Un incendie dévaste une partie du quartier autrichien à Europa-Park[15].
  - 25 juin 2023 -  Suède - Un grave accident a lieu sur les montagnes russes Jetline à Gröna Lund. Le déraillement d'un wagon, provoque la mort d'un passager[16],[17].
- Novembre
  - 2 novembre 2023 -  États-Unis - Cedar Fair Entertainment Company et Six Flags s'associent dans le cadre d'une fusion[18],[19]. La société issue du regroupement exploitera un portefeuille de 27 parcs d'attractions, 15 parcs aquatiques et 9 propriétés de villégiature dans 17 États des États-Unis, du Canada et du Mexique[20].
  - 14 novembre 2023 -  États-Unis - Ouverture du salon IAAPA Expo 2023 à Orlando, pour une durée de 4 jours[21].

## Analyse économique de l'année
En août 2024, l'organisme TEA (Themed Entertainment Association) assisté par Aecom Economics publient leur analyse globale du secteur des parcs d'attractions pour l'année 2023. Ce document, présente en détail plusieurs données clés de l'industrie, mais également une série de classements des parcs les plus fréquentés, classés en catégories. Cette analyse peut être considérée comme une référence du secteur.

### Classement des 25 parcs d'attractions les plus visités dans le monde
Pour quantifier l'évolution du marché mondial, TEA/AECOM se base sur l'addition du nombre d'entrées (c'est-à-dire de la fréquentation) des 25 parcs d'attractions les plus visités en 2023, quelle que soit leur localisation, et les compare aux chiffres de 2022. Pour 2023, ce total s'est élevé à 244.6 millions de visiteurs, en augmentation de 23.5 % par rapport à 2022.
| Rang  | Parc                                 | Ville / Pays             | Fréquentation 2023 | Fréquentation 2022 | en augmentation |
| ----- | ------------------------------------ | ------------------------ | ------------------ | ------------------ | --------------- |
| 1     | Magic Kingdom                        | Orlando / États-Unis     | 17 720 000         | 17 133 000         | 3.4 %           |
| 2     | Disneyland                           | Anaheim / États-Unis     | 17 250 000         | 16 881 000         | 2.2 %           |
| 3     | Universal Studios Japan              | Osaka / Japon            | 16 000 000         | 12 350 000         | 29.6 %          |
| 4     | Tokyo Disneyland                     | Tokyo / Japon            | 15 100 000         | 12 000 000         | 25.8 %          |
| 5     | Shanghai Disneyland                  | Shanghai / Chine         | 14 000 000         | 5 300 000          | 164.2 %         |
| 6     | Chimelong Ocean Kingdom              | Hengqin / Chine          | 12 520 000         | 4 400 000          | 184.5 %         |
| 7     | Tokyo DisneySea                      | Tokyo / Japon            | 12 400 000         | 10 100 000         | 22.8 %          |
| 8     | Epcot                                | Orlando / États-Unis     | 11 980 000         | 10 000 000         | 19.8 %          |
| 9     | Parc Disneyland                      | Chessy / France          | 10 400 000         | 9 930 000          | 4.7 %           |
| 10    | Disney's Hollywood Studios           | Orlando / États-Unis     | 10 300 000         | 10 900 000         | -5.5 %          |
| 11    | Universal's Islands of Adventure     | Orlando / États-Unis     | 10 000 000         | 11 025 000         | -9.3 %          |
| 11    | Disney California Adventure          | Anaheim / États-Unis     | 10 000 000         | 9 000 000          | 11.1 %          |
| 13    | Universal Studios Florida            | Orlando / États-Unis     | 9 750 000          | 10 750 000         | -9.3 %          |
| 14    | Universal Studios Hollywood          | Los Angeles / États-Unis | 9 660 000          | 8 400 000          | 15 %            |
| 15    | Universal Studios Beijing            | Pékin / Chine            | 9 000 000          | 4 300 000          | 109.3 %         |
| 16    | Disney's Animal Kingdom              | Orlando / États-Unis     | 8 770 000          | 9 027 000          | -2.8 %          |
| 17    | Hong Kong Disneyland                 | Hong Kong / Chine        | 6 400 000          | 3 400 000          | 88.2 %          |
| 18    | Europa-Park                          | Rust / Allemagne         | 6 000 000          | 5 400 000          | 11.1 %          |
| 19    | Everland                             | Yongin / Corée du Sud    | 5 880 000          | 5 770 000          | 1.9 %           |
| 20    | Parc Walt Disney Studios             | Chessy / France          | 5 700 000          | 5 340 000          | 6.7 %           |
| 21    | Chimelong Paradise                   | Guangzhou / Chine        | 5 580 000          | 2 300 000          | 142.6 %         |
| 22    | Efteling                             | Kaatsheuvel / Pays-Bas   | 5 560 000          | 5 430 000          | 2.4 %           |
| 23    | Lotte World                          | Séoul / Corée du Sud     | 5 190 000          | 4 520 000          | 14.8 %          |
| 24    | Zigong Fantawild Dino Kingdom        | Zigong / Chine           | 4 860 000          | 1 749 000          | 177.9 %         |
| 25    | Mianyang Fantawild Oriental Heritage | Mianyang / Chine         | 4 620 000          | 2 611 000          | 76.9 %          |
| Total |                                      |                          | 244 640 000        | 198 016 000        | 23.5 %          |

### Classement des 20 parcs d'attractions les plus visités en Amérique du Nord
| Rang  | Parc                             | Ville / Pays                 | Fréquentation 2023 | Fréquentation 2022 | en augmentation |
| ----- | -------------------------------- | ---------------------------- | ------------------ | ------------------ | --------------- |
| 1     | Magic Kingdom                    | Orlando / États-Unis         | 17 720 000         | 17 133 000         | 3.4 %           |
| 2     | Disneyland                       | Anaheim / États-Unis         | 17 250 000         | 16 881 000         | 2.2 %           |
| 3     | Epcot                            | Orlando / États-Unis         | 11 980 000         | 10 000 000         | 19.8 %          |
| 4     | Disney's Hollywood Studios       | Orlando / États-Unis         | 10 300 000         | 10 900 000         | -5.5 %          |
| 5     | Universal's Islands of Adventure | Orlando / États-Unis         | 10 000 000         | 11 025 000         | -9.3 %          |
| 5     | Disney California Adventure      | Anaheim / États-Unis         | 10 000 000         | 9 000 000          | 11.1 %          |
| 7     | Universal Studios Florida        | Orlando / États-Unis         | 9 750 000          | 10 750 000         | -9.3 %          |
| 8     | Universal Studios Hollywood      | Los Angeles / États-Unis     | 9 660 000          | 8 400 000          | 15 %            |
| 9     | Disney's Animal Kingdom          | Orlando / États-Unis         | 8 770 000          | 9 027 000          | -2.8 %          |
| 10    | SeaWorld Orlando                 | Orlando / États-Unis         | 4 342 000          | 4 454 000          | -2.5 %          |
| 11    | Knott's Berry Farm               | Buena Park / États-Unis      | 4 228 000          | 3 899 000          | 8.4 %           |
| 12    | Cedar Point                      | Sandusky / États-Unis        | 4 050 000          | 3 444 000          | 17.6 %          |
| 13    | Busch Gardens Tampa Bay          | Tampa / États-Unis           | 4 000 000          | 4 051 000          | -1.3 %          |
| 14    | SeaWorld San Diego               | San Diego / États-Unis       | 3 990 000          | 3 507 000          | 13.8 %          |
| 15    | Kings Island                     | Mason / États-Unis           | 3 488 000          | 3 340 000          | 4.4 %           |
| 16    | Six Flags Magic Mountain         | Valencia / États-Unis        | 3 400 000          | 2 993 000          | 13.6 %          |
| 17    | Hersheypark                      | Hershey / États-Unis         | 3 321 000          | 3 223 000          | 3 %             |
| 18    | Canada's Wonderland              | Vaughan / Canada             | 3 232 000          | 3 768 000          | -14.2 %         |
| 19    | Six Flags Great America          | Gurnee / États-Unis          | 3 000 000          | 2 535 000          | 18.3 %          |
| 20    | Six Flags Great Adventure        | Jackson Township/ États-Unis | 2 500 000          | 2 153 000          | 16.1 %          |
| Total |                                  |                              | 144 981 000        | 140 483 000        | 3.2 %           |

### Classement des 10 parcs d'attractions les plus visités en Amérique du Sud
| Rang  | Parc                  | Ville / Pays             | ! Fréquentation 2023 | Fréquentation 2022 | en augmentation |
| ----- | --------------------- | ------------------------ | -------------------- | ------------------ | --------------- |
| 1     | Beto Carrero World    | Santa Catarina / Brésil  | 2 792 000            | 2 327 000          | 20 %            |
| 2     | Six Flags México      | Mexico / Mexique         | 2 021 000            | 1 727 000          | 17 %            |
| 3     | Parque Xcaret         | Cancún / Mexique         | 1 637 000            | 1 399 000          | 17 %            |
| 4     | Hopi Hari             | Vinhedo / Brésil         | 1 039 000            | 918 000            | 13.3 %          |
| 5     | Parque Mundo Aventura | Bogota / Colombie        | 1 015 000            | 752 000            | 35 %            |
| 6     | Fantasilandia         | Santiago / Chili         | 961 000              | 850 000            | 13.1 %          |
| 7     | Mundo Petapa          | Guatemala / Guatemala    | 912 000              | 800 000            | 14 %            |
| 8     | Parque del Café       | Quindio / Colombie       | 845 000              | 626 000            | 35 %            |
| 9     | Parque de la Costa    | Buenos Aires / Argentine | 617 000              | 514 000            | 20 %            |
| 10    | Salitre Mágico        | Bogota / Argentine       | 608 000              | 450 000            | 35.1 %          |
| Total |                       |                          | 12 447 000           | 10 363 000         | 20.1 %          |

### Classement des 20 parcs d'attractions les plus visités en Asie
| Rang  | Parc                                 | Ville / Pays          | Fréquentation 2023 | Fréquentation 2022 | en augmentation |
| ----- | ------------------------------------ | --------------------- | ------------------ | ------------------ | --------------- |
| 1     | Universal Studios Japan              | Osaka / Japon         | 16 000 000         | 12 350 000         | 29.6 %          |
| 2     | Tokyo Disneyland                     | Tokyo / Japon         | 15 100 000         | 12 000 000         | 25.8 %          |
| 3     | Shanghai Disneyland                  | Shanghai / Chine      | 14 000 000         | 5 300 000          | 164.2 %         |
| 4     | Chimelong Ocean Kingdom              | Hengqin / Chine       | 12 520 000         | 4 400 000          | 184.5 %         |
| 5     | Tokyo DisneySea                      | Tokyo / Japon         | 12 400 000         | 10 100 000         | 22.8 %          |
| 6     | Universal Studios Beijing            | Pékin / Chine         | 9 000 000          | 4 300 000          | 109.3 %         |
| 7     | Hong Kong Disneyland                 | Hong Kong / Chine     | 6 400 000          | 3 400 000          | 88.2 %          |
| 8     | Everland                             | Yongin / Corée du Sud | 5 880 000          | 5 770 000          | 1.9 %           |
| 9     | Chimelong Paradise                   | Guangzhou / Chine     | 5 580 000          | 2 300 000          | 142.6 %         |
| 10    | Lotte World                          | Séoul / Corée du Sud  | 5 190 000          | 4 520 000          | 14.8 %          |
| 11    | Zigong Fantawild Dino Kingdom        | Zigong / Chine        | 4 860 000          | 1 750 000          | 177.7 %         |
| 12    | Mianyang Fantawild Oriental Heritage | Mianyang / Chine      | 4 620 000          | 2 610 000          | 77 %            |
| 13    | Jingzhou Fantawild Oriental Heritage | Jingzhou / Chine      | 4 610 000          | 2 400 000          | 92.1 %          |
| 14    | Fantawild Adventure                  | Zhengzhou / Chine     | 4 430 000          | 1 590 000          | 178.6 %         |
| 15    | Happy Valley (Pékin)                 | Pékin / Chine         | 4 340 000          | 3 740 000          | 16 %            |
| 16    | China Dinosaurs Park                 | Changzhou / Chine     | 4 300 000          | 2 200 000          | 95.5 %          |
| 17    | Shanghai Haichang Ocean Park         | Shanghai / Chine      | 4 290 000          | 2 320 000          | 84.9 %          |
| 18    | Taizhou Fantawild Wild Land          | Taizhou / Chine       | 4 286 000          | 2 160 000          | 98.4 %          |
| 19    | Taiyuan Fantawild Oriental Heritage  | Taiyuan / Chine       | 4 230 000          | 3 580 000          | 18.2 %          |
| 20    | Shenyang Fantawild Adventure         | Shenyang / Chine      | 4 200 000          | 2 060 000          | 103.9 %         |
| Total |                                      |                       | 146 236 000        | 88 850 000         | 64.6 %          |

### Classement des 20 parcs d'attractions les plus visités en Europe
| Rang  | Parc                         | Ville / Pays                        | Fréquentation 2020 | Fréquentation 2021 | en augmentation |
| ----- | ---------------------------- | ----------------------------------- | ------------------ | ------------------ | --------------- |
| 1     | Parc Disneyland              | Chessy / France                     | 10 400 000         | 9 930 000          | 4.7 %           |
| 2     | Europa-Park                  | Rust / Allemagne                    | 6 000 000          | 5 400 000          | 11.1 %          |
| 3     | Parc Walt Disney Studios     | Chessy / France                     | 5 700 000          | 5 340 000          | 6.7 %           |
| 4     | Efteling                     | Kaatsheuvel / Pays-Bas              | 5 560 000          | 5 430 000          | 2.4 %           |
| 5     | Jardins de Tivoli            | Copenhague / Danemark               | 4 031 000          | 3 864 000          | 4.3 %           |
| 6     | PortAventura Park            | Salou / Espagne                     | 3 975 000          | 3 750 000          | 6 %             |
| 7     | Gardaland                    | Castelnuovo del Garda / Italie      | 3 070 000          | 2 950 000          | 4.1 %           |
| 8     | Parc Astérix                 | Plailly / France                    | 2 815 000          | 2 632 000          | 7 %             |
| 9     | Puy du Fou                   | Les Épesses / France                | 2 500 000          | 2 342 000          | 6.7%            |
| 10    | Legoland Windsor             | Windsor / Royaume-Uni               | 2 420 000          | 2 400 000          | 0.8 %           |
| 11    | Alton Towers                 | Staffordshire / Royaume-Uni         | 2 350 000          | 2 300 000          | 2.2 %           |
| 12    | Legoland Billund             | Billund / Danemark                  | 2 350 000          | 2 243 000          | 4.8 %           |
| 13    | Liseberg                     | Göteborg / Suède                    | 2 300 000          | 2 500 000          | -8 %            |
| 14    | Phantasialand                | Brühl / Allemagne                   | 2 140 000          | 2 100 000          | 1.9 %           |
| 15    | Parque Warner Madrid         | Madrid / Espagne                    | 2 000 000          | 1 860 000          | 7.5 %           |
| 16    | Futuroscope                  | Poitiers / France                   | 1 975 000          | 1 920 000          | 2.9 %           |
| 17    | Warner Bros. World Abu Dhabi | Abou Dabi / Émirats arabes unis     | 1 750 000          | 1 670 000          | 6.1 %           |
| 18    | Heide Park                   | Soltau / Allemagne                  | 1 680 000          | 1 600 000          | 5 %             |
| 19    | Thorpe Park                  | Chertsey (Angleterre) / Royaume-Uni | 1 620 000          | 1 600 000          | 1.3 %           |
| 20    | Legoland Deutschland         | Guntzbourg / Allemagne              | 1 575 000          | 1 500 000          | 5 %             |
| Total |                              |                                     | 66 211 000         | 63 311 000         | 4.6 %           |

## Attractions
Ces listes sont non exhaustives.

### Montagnes russes

#### Délocalisations
| Nom                       | Type / Modèle          | Constructeur         | Parc                      | Pays        | Anciennement                                |
| ------------------------- | ---------------------- | -------------------- | ------------------------- | ----------- | ------------------------------------------- |
| Drakko : The Flying Beast | Lancées                | Premier Rides        | Salitre Magico            | Colombie    | Zombie Ride à Bosque Mágico                 |
| Matugani                  | Lancées                | Intamin              | Lost Island Theme Park    | États-Unis  | Kanonen à Liseberg                          |
| Mini Cyclone              | Métal                  | Hoei Sangyo Co       | Benyland                  | Japon       | Mini Cyclone à Toshimaen                    |
| RidderStrijd              | Wild Mouse Tournoyante | Reverchon Industries | Avonturenpark Hellendoorn | Pays-Bas    | Ratón Loco à La Feria Chapultepec Mágico    |
| Rock 'n' Roller           | Métal                  | I.E Park             | Dreamland Margate         | Royaume-Uni | Cliffhanger à Blackgang Chine               |
| Runaway Mine Train        | Métal                  | L&T Systems          | Atlantic Splash Adventure | Canada      | Runaway Train à Gillian's Wonderland Pier   |
| Speedy Nuts               | Wild Mouse             | Maurer Söhne         | Papéa Parc                | France      | Wilde Maus à Antibes Land                   |
| Spin-o-Saurus             | Tournoyantes junior    | SBF Visa Group       | Wonderland Amusement Park | États-Unis  | Spin-o-Saurus à Wild Willy's Adventure Zone |
| Star Loop                 | Assises                | Interpark            | EuroPark Idroscalo        | Italie      | Loop It à Allou Fun Park                    |

#### Nouveau thème
| Nom                            | Type / Modèle           | Constructeur                | Parc        | Pays       | Anciennement                      |
| ------------------------------ | ----------------------- | --------------------------- | ----------- | ---------- | --------------------------------- |
| Chip 'n' Dale's Gadget Coaster | Montagnes russes junior | Vekoma                      | Disneyland  | États-Unis | Gadget's Go Coaster (1993 à 2022) |
| Toxic Garden                   | Inversées / SLC 689     | Vekoma                      | Heide Park  | Allemagne  | Limit (1999 à 2022)               |
| Wildcat's Revenge              | Hybrides                | Rocky Mountain Construction | Hersheypark | États-Unis | Wildcat (1996 à 2022)             |

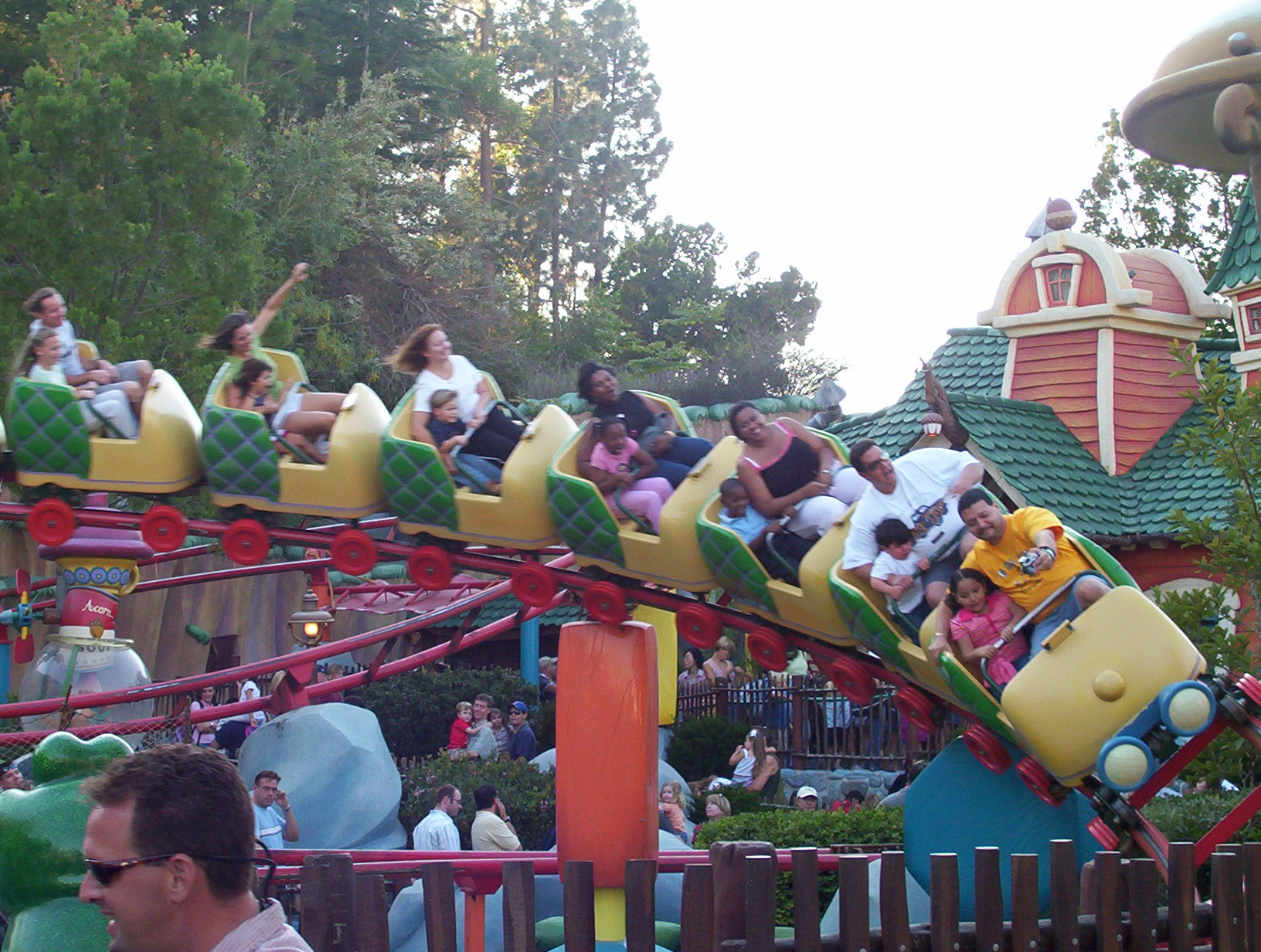
Chip 'n' Dale's Gadget Coaster à Disneyland
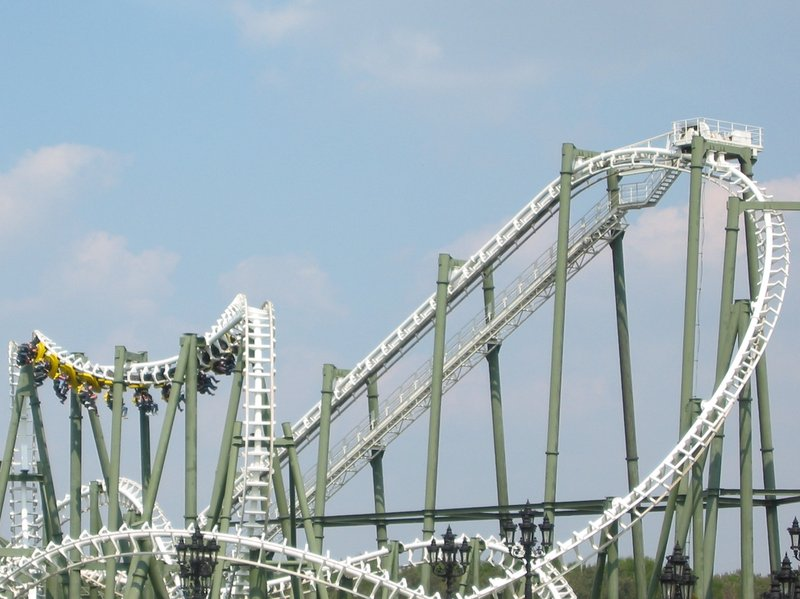
Toxic Garden à Heide Park
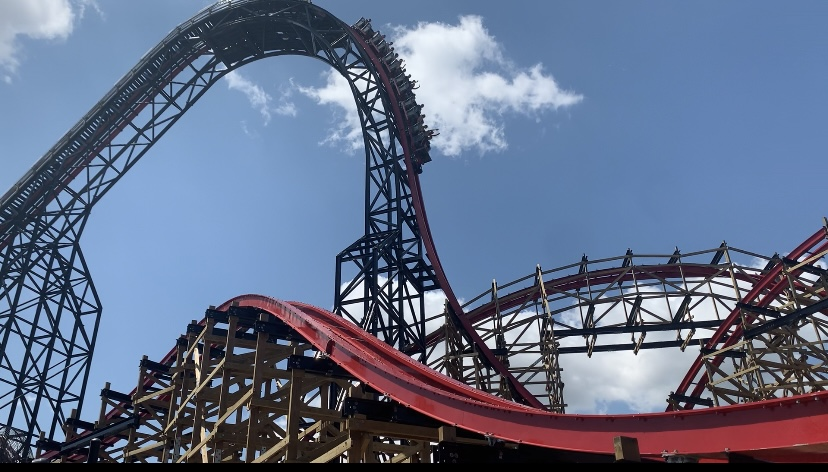
Wildcat's Revenge à Hersheypark

#### Nouveautés
| Nom                               | Type / Modèle         | Constructeur                          | Parc                                   | Pays                |
| --------------------------------- | --------------------- | ------------------------------------- | -------------------------------------- | ------------------- |
| NC                                | Assises               | Vekoma                                | Ocean Flower Island Fairyland          | Chine               |
| NC                                | Quadridimensionnelles | S&S Worldwide                         | Ocean Flower Island Fairyland          | Chine               |
| NC                                | Acier                 | Jinma Rides                           | Ocean Flower Island Fairyland          | Chine               |
| NC                                | Junior                | Jinma Rides                           | Ocean Flower Island Fairyland          | Chine               |
| NC                                | Family Boomerang      | Vekoma                                | Fantawild Heze                         | Chine               |
| NC                                | Family Boomerang      | Vekoma                                | Fantawild Mudan                        | Chine               |
| NC                                |                       |                                       | Fantawild Liangyuan                    | Chine               |
| NC                                | Family Boomerang      | Vekoma                                | Fantawild Liangyuan                    | Chine               |
| NC                                | Train de la mine      | Jinma Rides                           | Happy Valley (Chang'an)                | Chine               |
| NC                                | Inversées             | Jinma Rides                           | Happy Valley (Chang'an)                | Chine               |
| NC                                | Aquatiques            | Mack Rides                            | Happy Valley (Chang'an)                | Chine               |
| NC                                | Bois                  | Great Coasters International          | Happy Valley (Chang'an)                | Chine               |
| NC                                | Train de la mine      | Beijing Shibaolai Amusement Equipment | Joy Ocean Park                         | Chine               |
| NC                                | Inversées             | Beijing Shibaolai Amusement Equipment | Joy Ocean Park                         | Chine               |
| Aquaman: Power Wave               | PowerSplash           | Mack Rides                            | Six Flags Over Texas                   | États-Unis          |
| Arctic Rescue                     | Lancées               | Intamin                               | SeaWorld San Diego                     | États-Unis          |
| Arie Force One                    | Hybrides              | Rocky Mountain Construction           | Fun Spot America Atlanta               | États-Unis          |
| Batman Gotham City Escape         | Lancées               | Intamin                               | Parque Warner Madrid                   | Espagne             |
| Big Bear Mountain                 | Lancées               | Vekoma                                | Dollywood                              | États-Unis          |
| Big Red Boat                      | E-Powered             | Zamperla                              | Dreamworld                             | Australie           |
| Braving Xuanjia City              | Aquatiques            |                                       | Oriental Heritage Yingtan              | Chine               |
| Circus Carnival                   | Assises               | Vekoma                                | Oriental Heritage Yingtan              | Chine               |
| Cinder Roller Coaster             | Tournoyantes          | SBF Visa Group                        | Storybook Land                         | États-Unis          |
| Cloud Shuttle                     | Super Boomerang       | Vekoma                                | Fantawild Wonderland                   | Chine               |
| DarKoaster                        | Assises               | Intamin                               | Busch Gardens Williamsburg             | États-Unis          |
| Eat my Dust                       | Junior                | Zamperla                              | Walibi Holland                         | Pays-Bas            |
| Eel Racing Coaster                | Junior                | Zamperla                              | SeaWorld Abu Dhabi                     | Émirats arabes unis |
| Erdbeer Raupenbahn                | Junior                | SBF Visa Group                        | Karls Erlebnis-Dorf Elstal             | Allemagne           |
| Farmer Fling                      | Tournoyantes          | SBF Visa Group                        | Santa's Village Amusement & Water Park | États-Unis          |
| FirleFranz                        | Navettes              | Gerstlauer                            | Bayern Park                            | Allemagne           |
| Flippi Tours                      | Tournoyantes          | Reverchon Industries                  | Flipped Funpark                        | Allemagne           |
| Flotter Otto                      | Junior                | SBF Visa Group                        | Skyline Park                           | Allemagne           |
| Flying Viking                     | Assises               | Zamperla                              | Adventureland                          | États-Unis          |
| Kid Flash Cosmic Coaster          | Single-rail duel      | Skyline Attractions                   | Six Flags Over Georgia                 | États-Unis          |
| Kid Flash Cosmic Coaster          | Single-rail duel      | Skyline Attractions                   | Six Flags Fiesta Texas                 | États-Unis          |
| Lightning                         | Lancées               | Vekoma                                | Furuvik                                | Suède               |
| Luna                              | Navette               | Vekoma                                | Liseberg                               | Suède               |
| Mad Racers                        | Bois                  | Great Coasters International          | Fantasy Valley                         | Chine               |
| Mandrill Mayhem                   | Wing Rider            | Bolliger & Mabillard                  | Chessington World of Adventures        | Royaume-Uni         |
| Manta                             | Lancées               | Intamin                               | SeaWorld Abu Dhabi                     | Émirats arabes unis |
| Maranello Twist                   | Tournoyantes          | EOS Rides                             | Kingoland                              | France              |
| Mikey's Halfpipe                  | Surfrider             | Intamin                               | Nickelodeon Universe                   | Chine               |
| Mission Ferrari                   | Assises               | Dynamics Attractions                  | Ferrari World Abu Dhabi                | Émirats arabes unis |
| Maximus - Der Flug des Wächters   | Wing Rider            | Bolliger & Mabillard                  | Legoland Deutschland                   | Allemagne           |
| Pine Tree Rocket                  | Vekoma Junior Coaster | Vekoma                                | Fantawild Wonderland                   | Chine               |
| Pine Tree Rocket                  | Family Boomerang      | Vekoma                                | Oriental Heritage Yingtan              | Chine               |
| Pipeline: The Surf Coaster        | Debout                | Bolliger & Mabillard                  | SeaWorld Orlando                       | États-Unis          |
| Primordial                        | Train de la mine      | ART Engineering                       | Lagoon                                 | États-Unis          |
| Puppy Coaster                     | Junior                | Beijing Shibaolai Amusement Equipment | Fantawild Wonderland                   | Chine               |
| Puppy Coaster                     | Junior                | Beijing Shibaolai Amusement Equipment | Oriental Heritage Yingtan              | Chine               |
| Rookie Racer                      | Vekoma Junior Coaster | Vekoma                                | Six Flags St. Louis                    | États-Unis          |
| Shredder                          | Assises               | Intamin                               | Nickelodeon Universe                   | Chine               |
| Snoopy's Racing Railway           | Lancées               | ART Engineering                       | Canada's Wonderland                    | Canada              |
| Storm - The Dragon Legend         | Inversées             | Gerstlauer                            | TusenFryd                              | Norvège             |
| Toutatis                          | Lancées               | Intamin                               | Parc Astérix                           | France              |
| TRON Lightcycle / Run             | de motos              | Vekoma                                | Magic Kingdom                          | États-Unis          |
| Turbo Turtle Power                | Lancée                | Intamin                               | Nickelodeon Universe                   | Chine               |
| Uncharted                         | En intérieur          | Intamin                               | PortAventura Park                      | Espagne             |
| Wandering Oaken's Sliding Sleighs | Vekoma Junior Coaster | Vekoma                                | Hong Kong Disneyland                   | Hong Kong           |
| Wild Mouse                        | Tournoyantes          | Zamperla                              | Cedar Point                            | États-Unis          |
| Wolken-Express                    | Junior                | SBF Visa Group                        | Karls Erlebnis-Dorf Elstal             | Allemagne           |
| Zambezi Zinger                    | Hybride               | Great Coasters International          | Worlds of Fun                          | États-Unis          |
| Zokkon                            | Lancées               | Intamin                               | Fuji-Q Highland                        | Japon               |

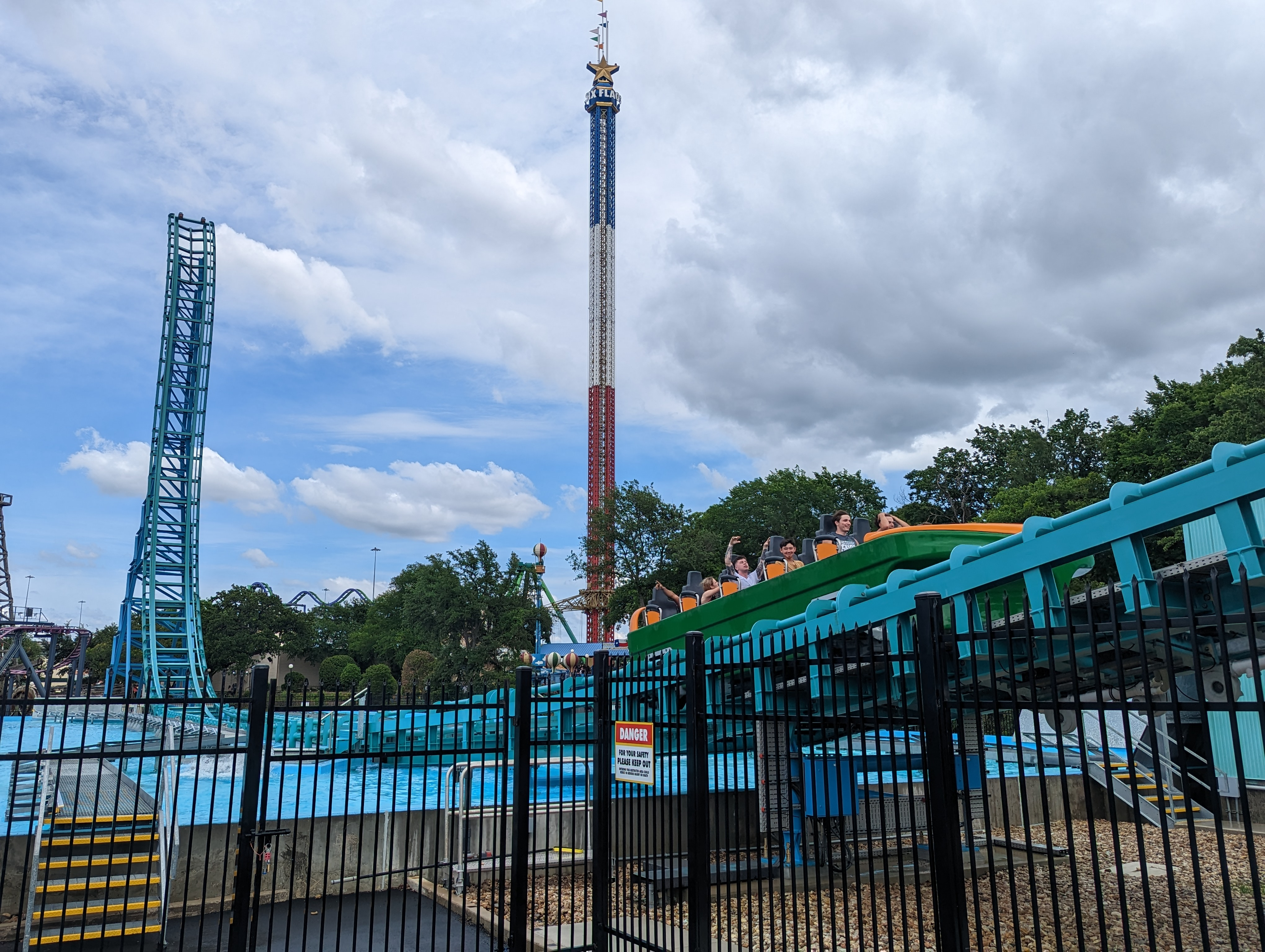
Aquaman Power Wave à Six Flags Over Texas.
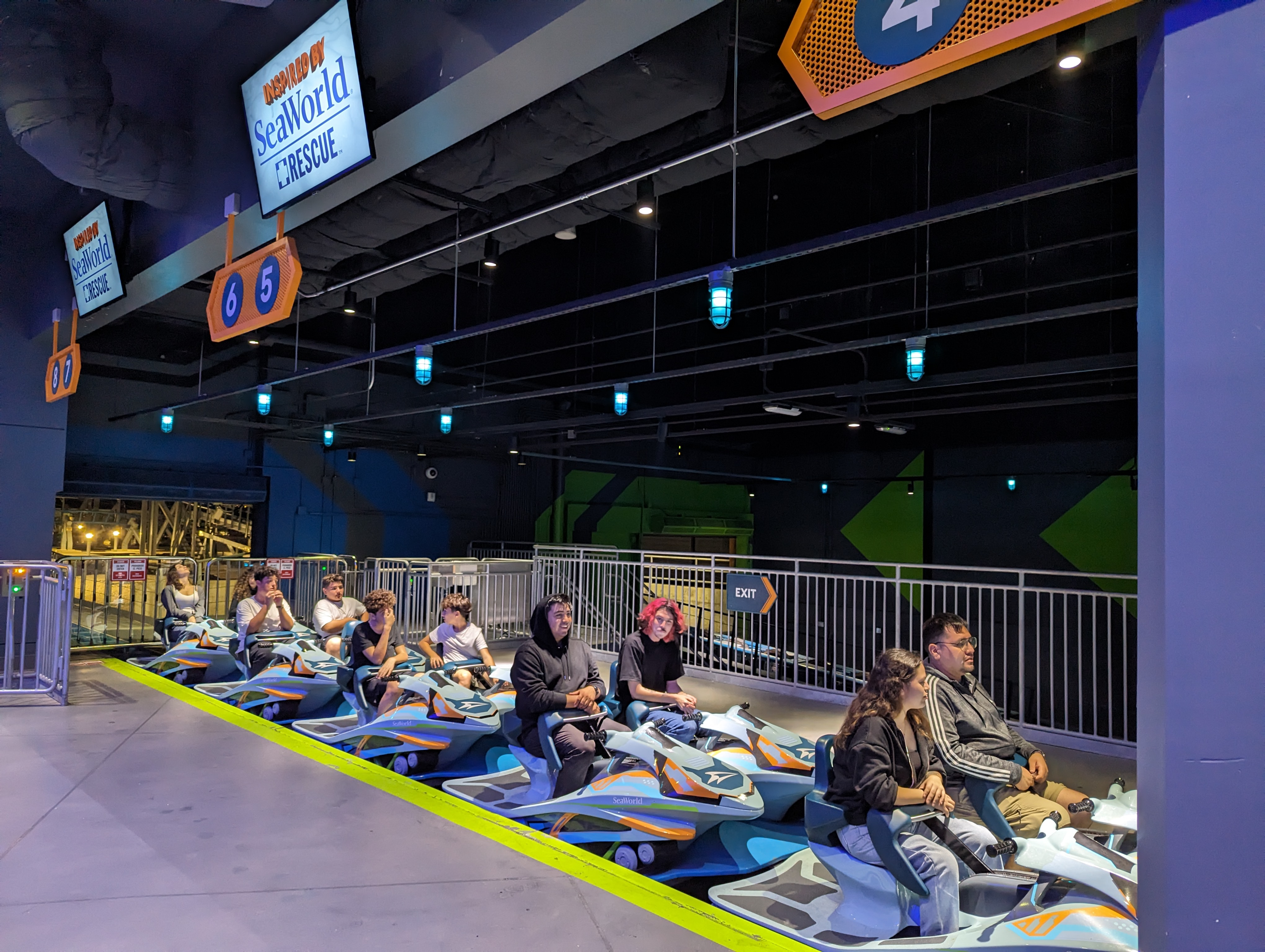
Arctic Rescue à SeaWorld San Diego.
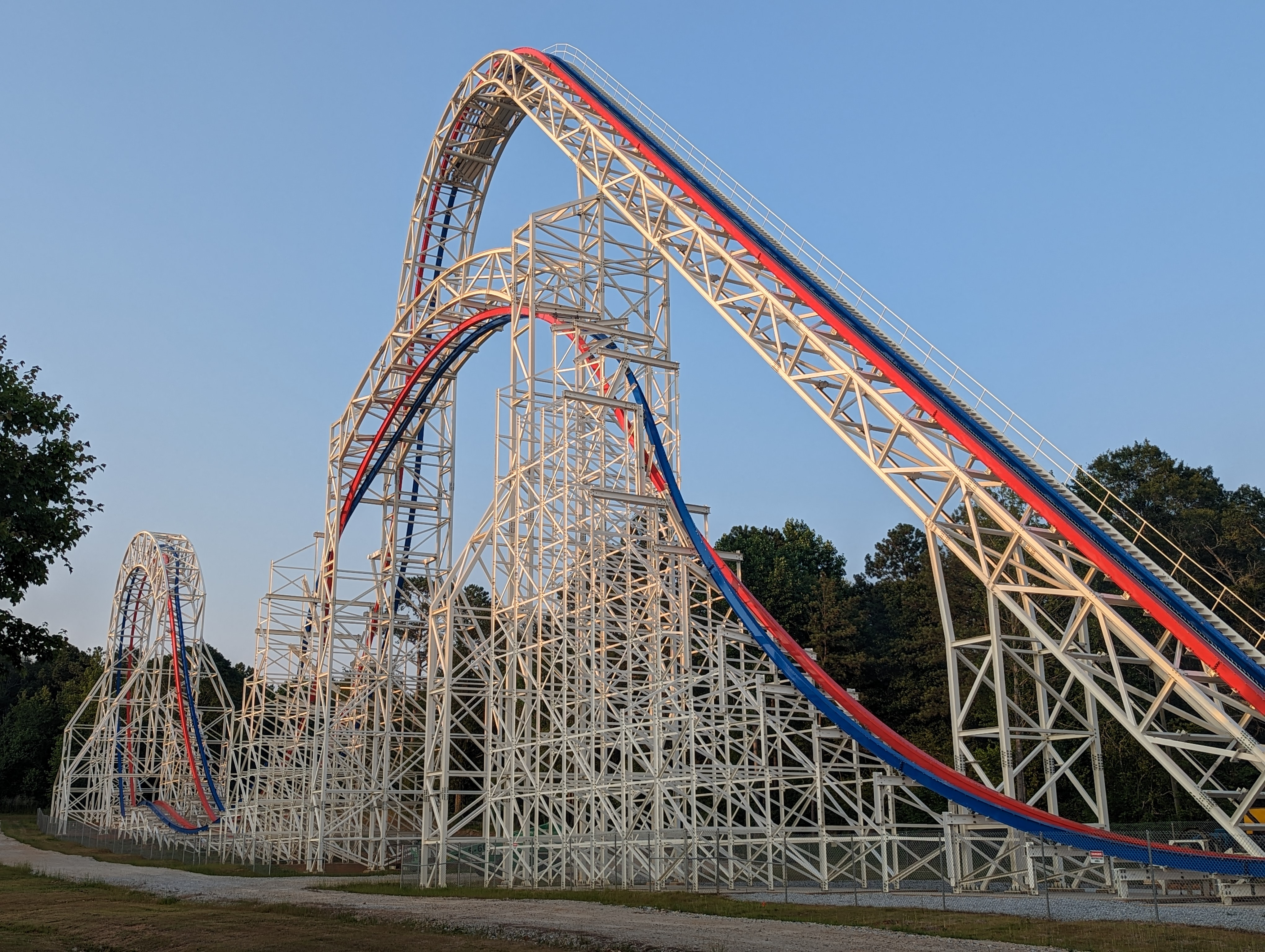
ArieForce One à Fun Spot America Atlanta.
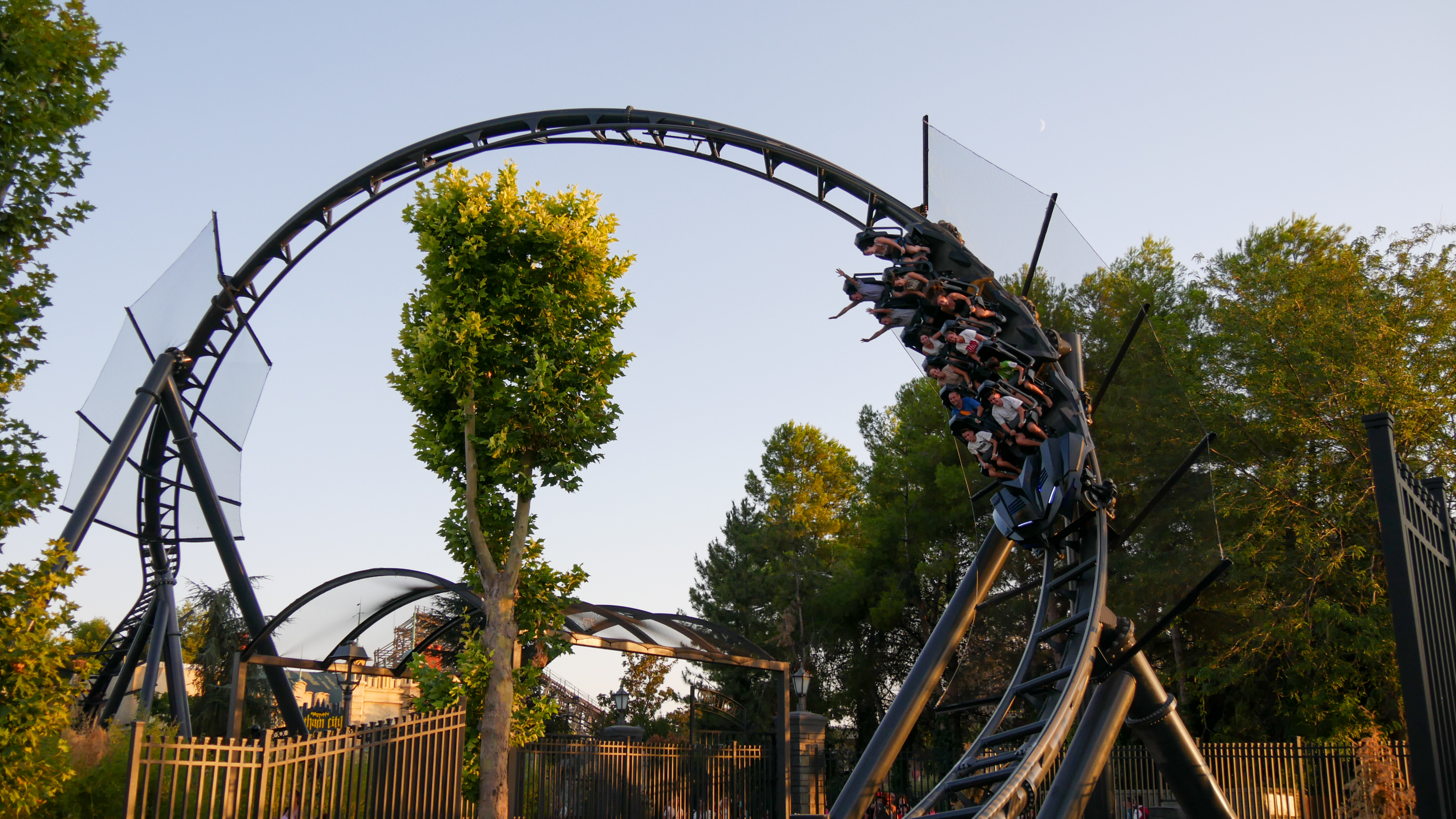
Batman: Gotham City Escape à Parque Warner Madrid.
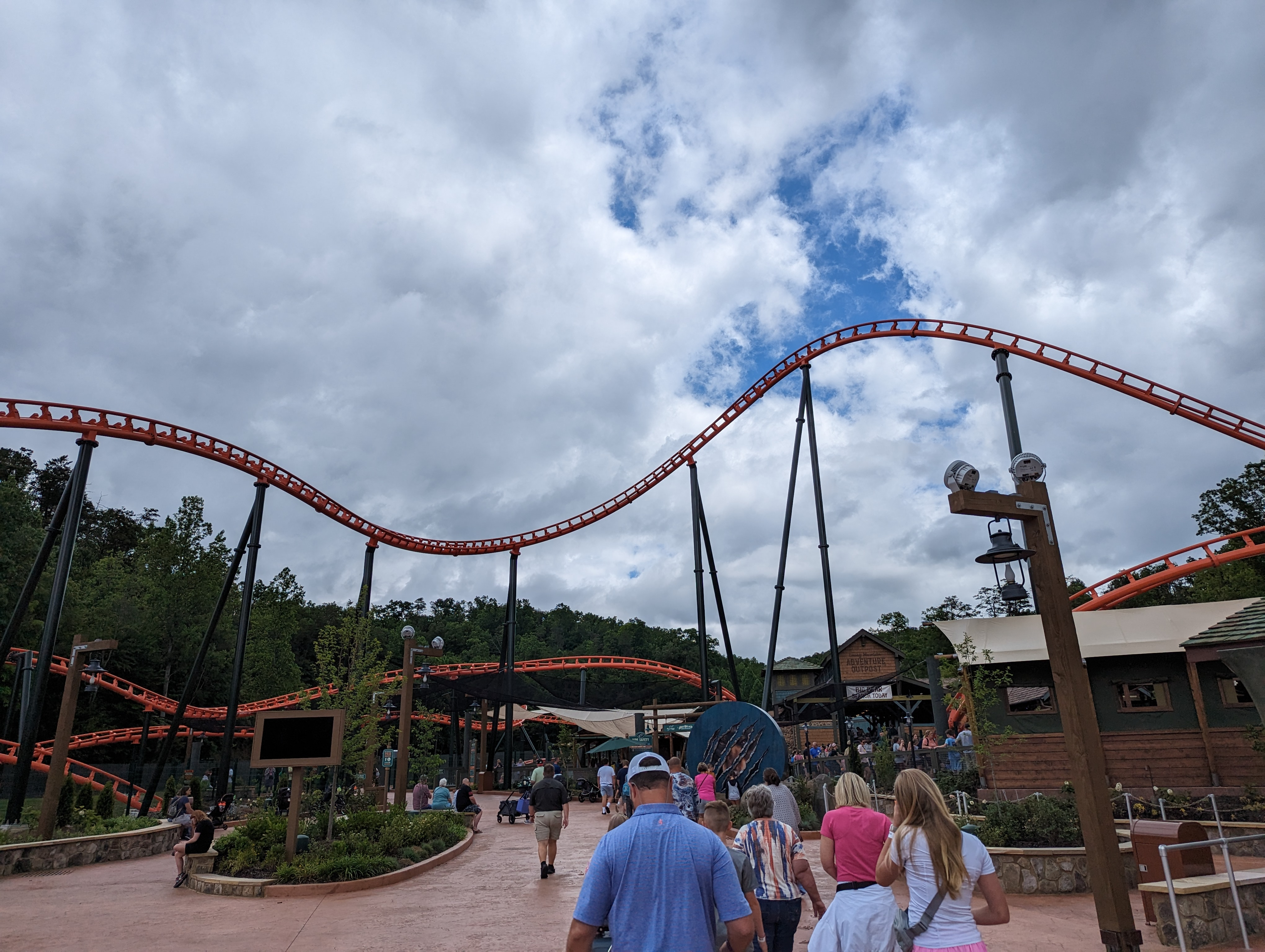
Big Bear Mountain à Dollywood.
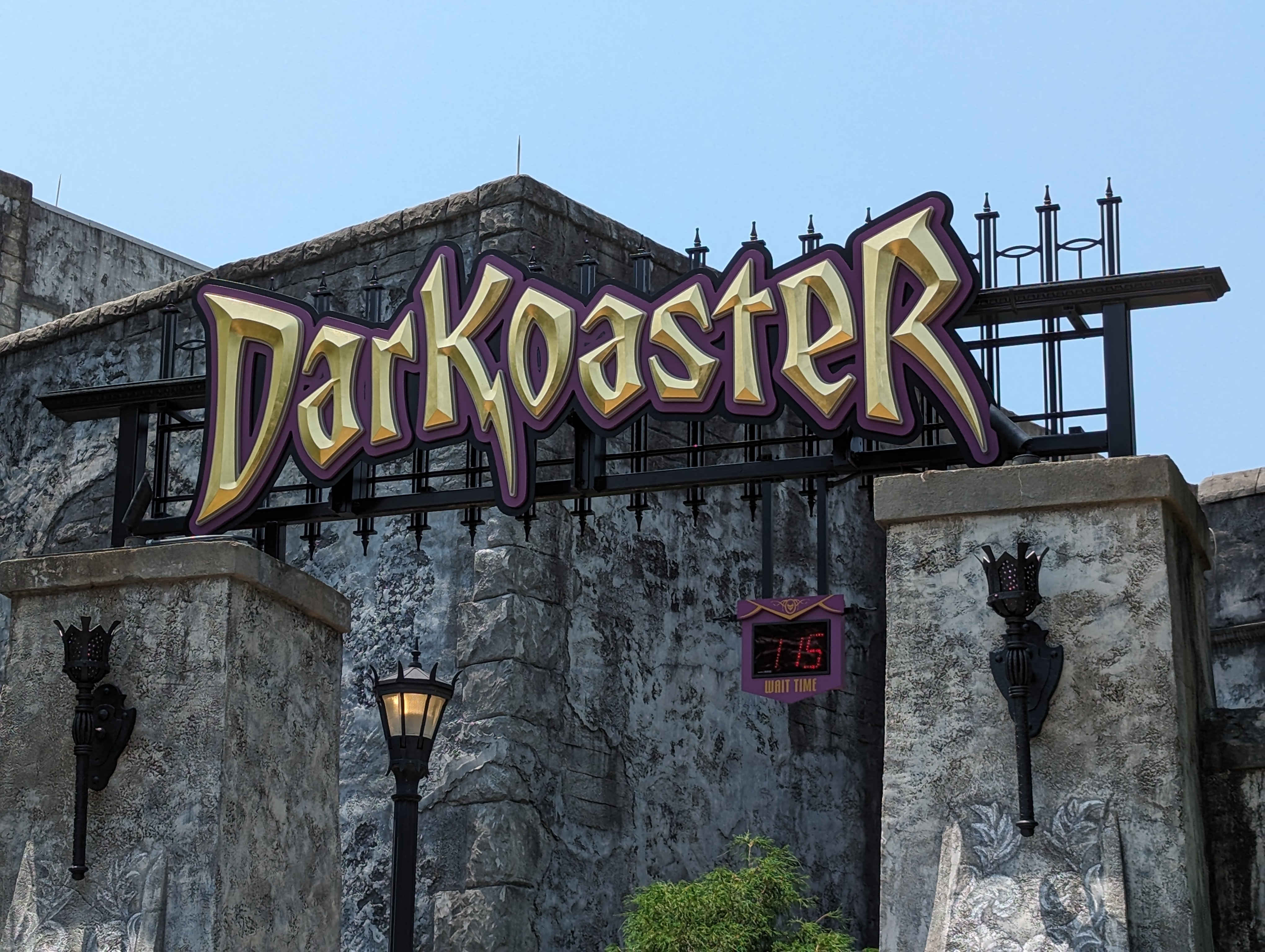
DarKoaster à Busch Gardens Williamsburg.
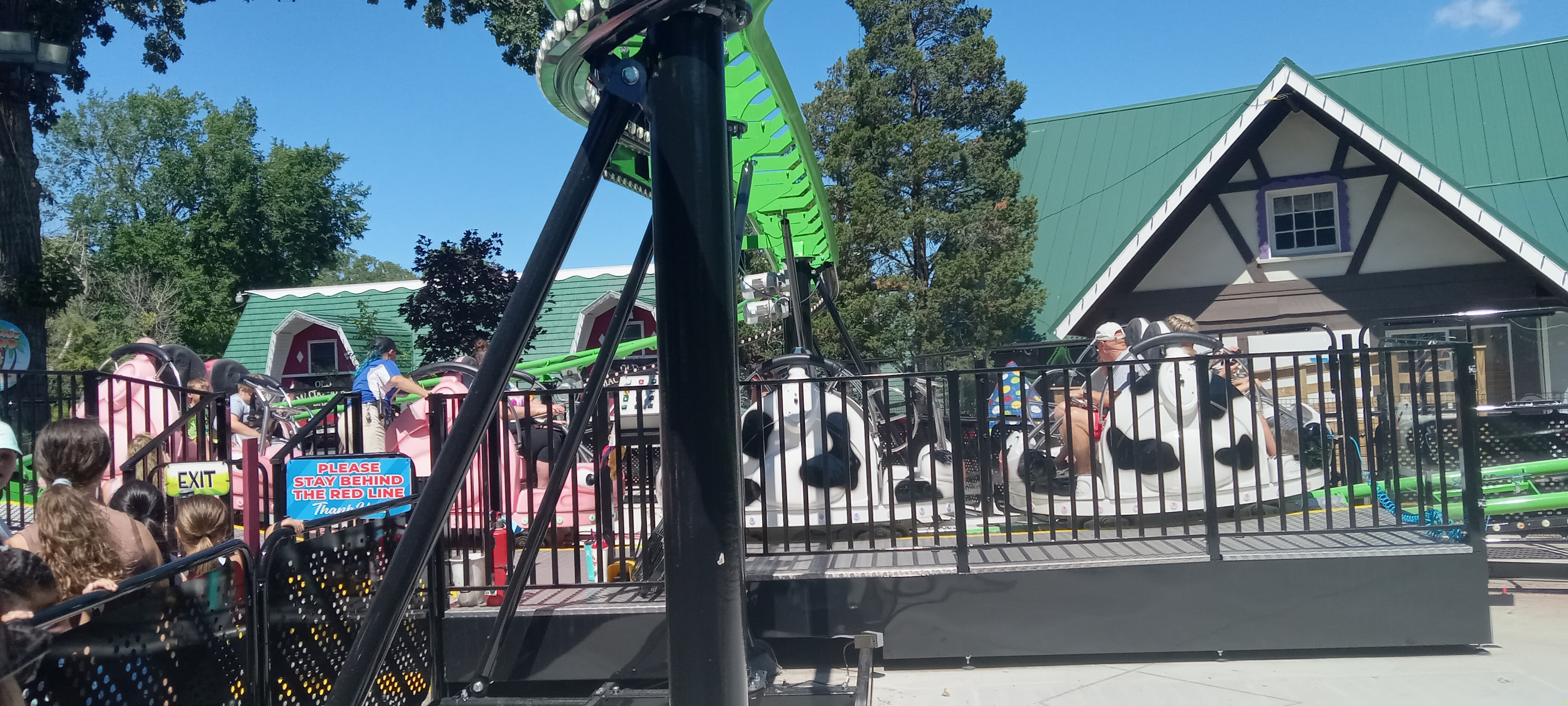
Farmers Fling à Santa's Village AZoosment Park
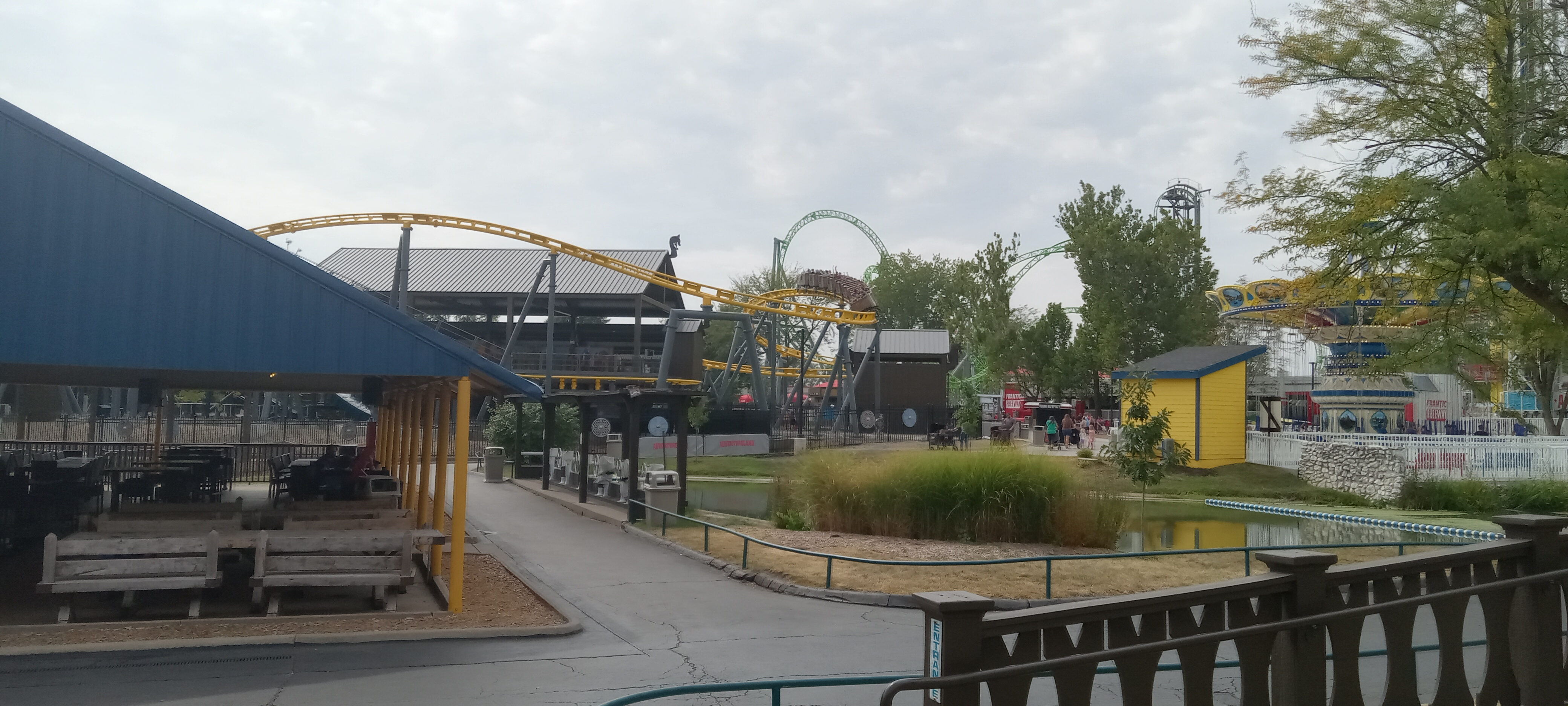
Flying Viking à Adventureland.
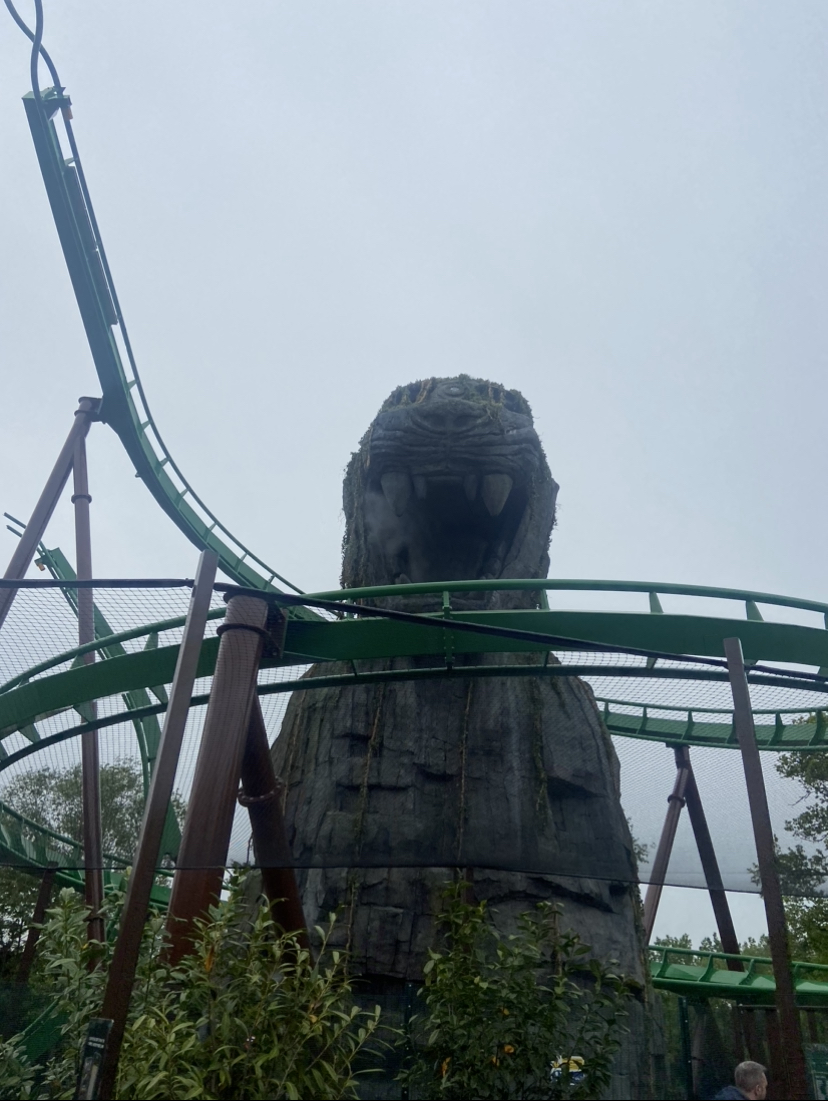
Mandrill Mayhem à Chessington World of Adventures.
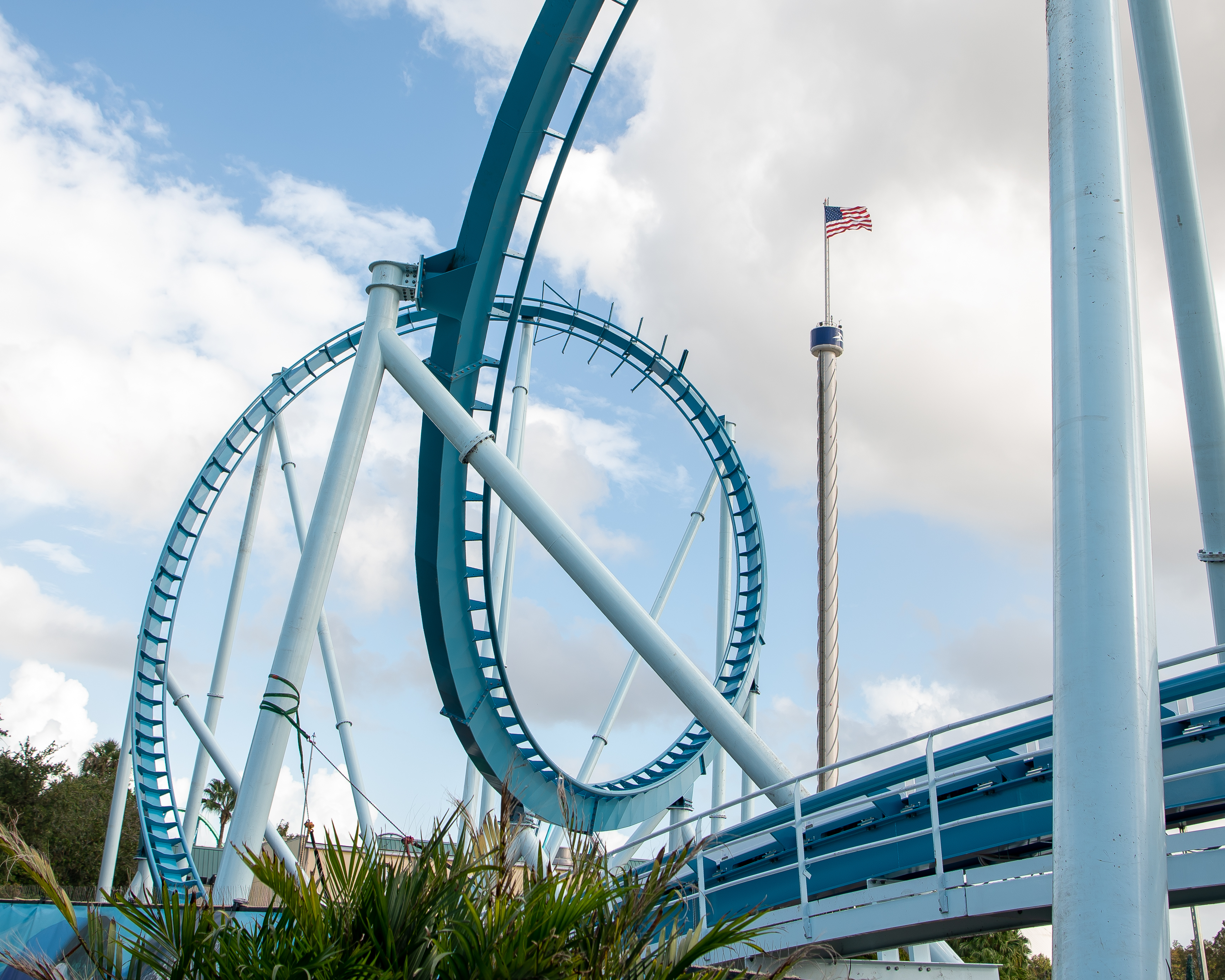
Pipeline: The Surf Coaster à SeaWorld Orlando.
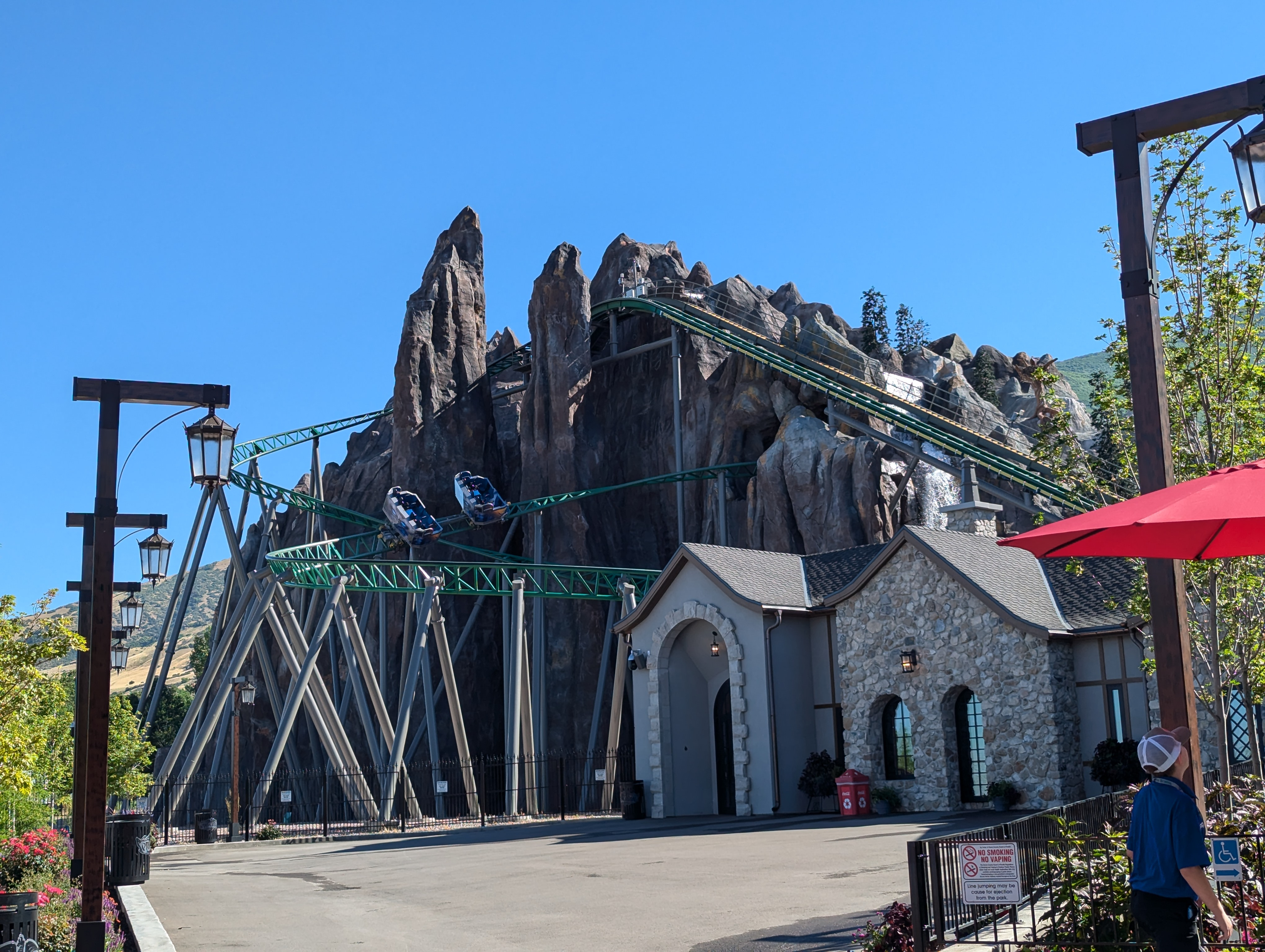
Primordial à Lagoon.
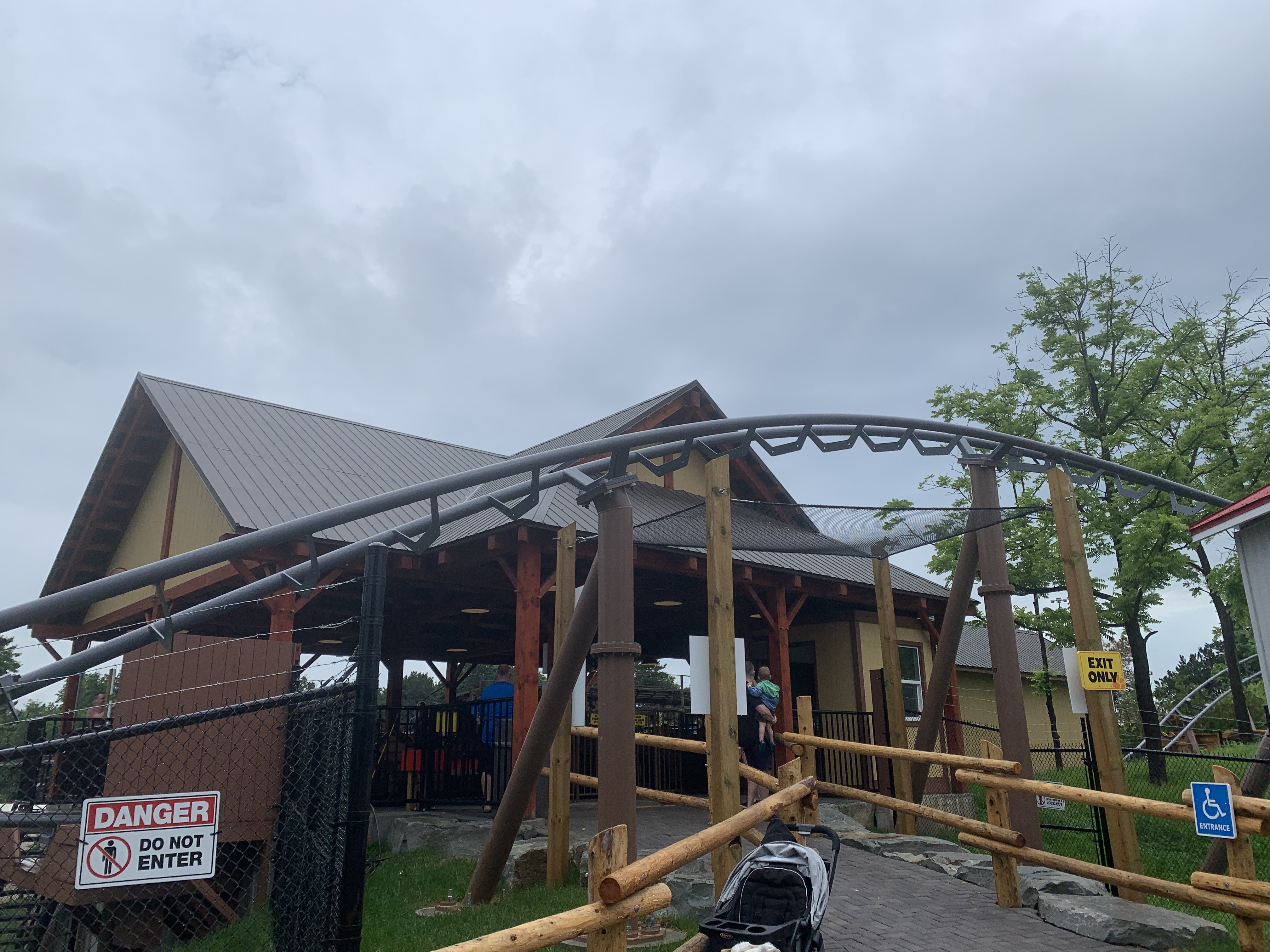
Snoopy's Racing Railway à Canada's Wonderland.
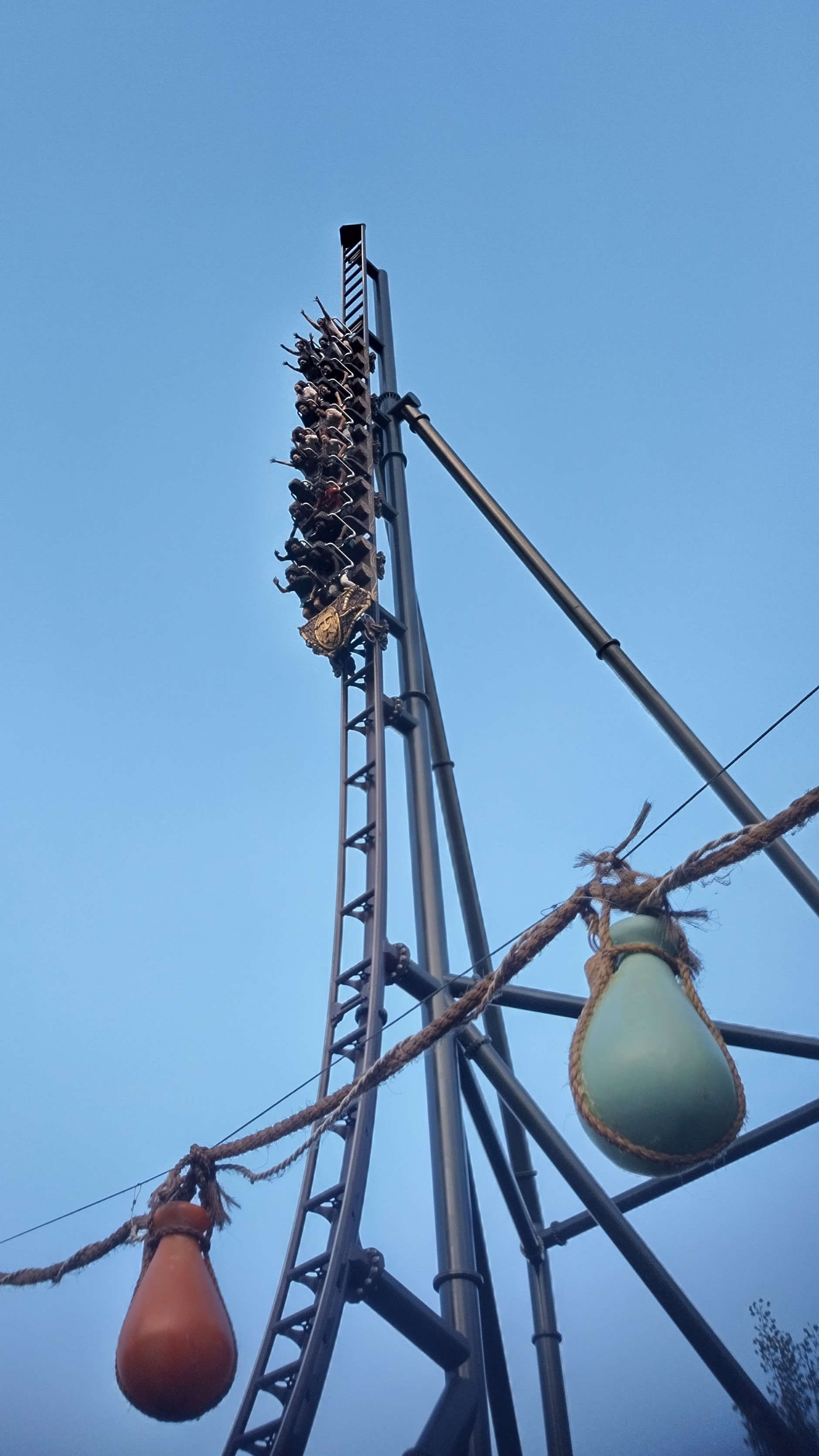
Toutatis au Parc Astérix
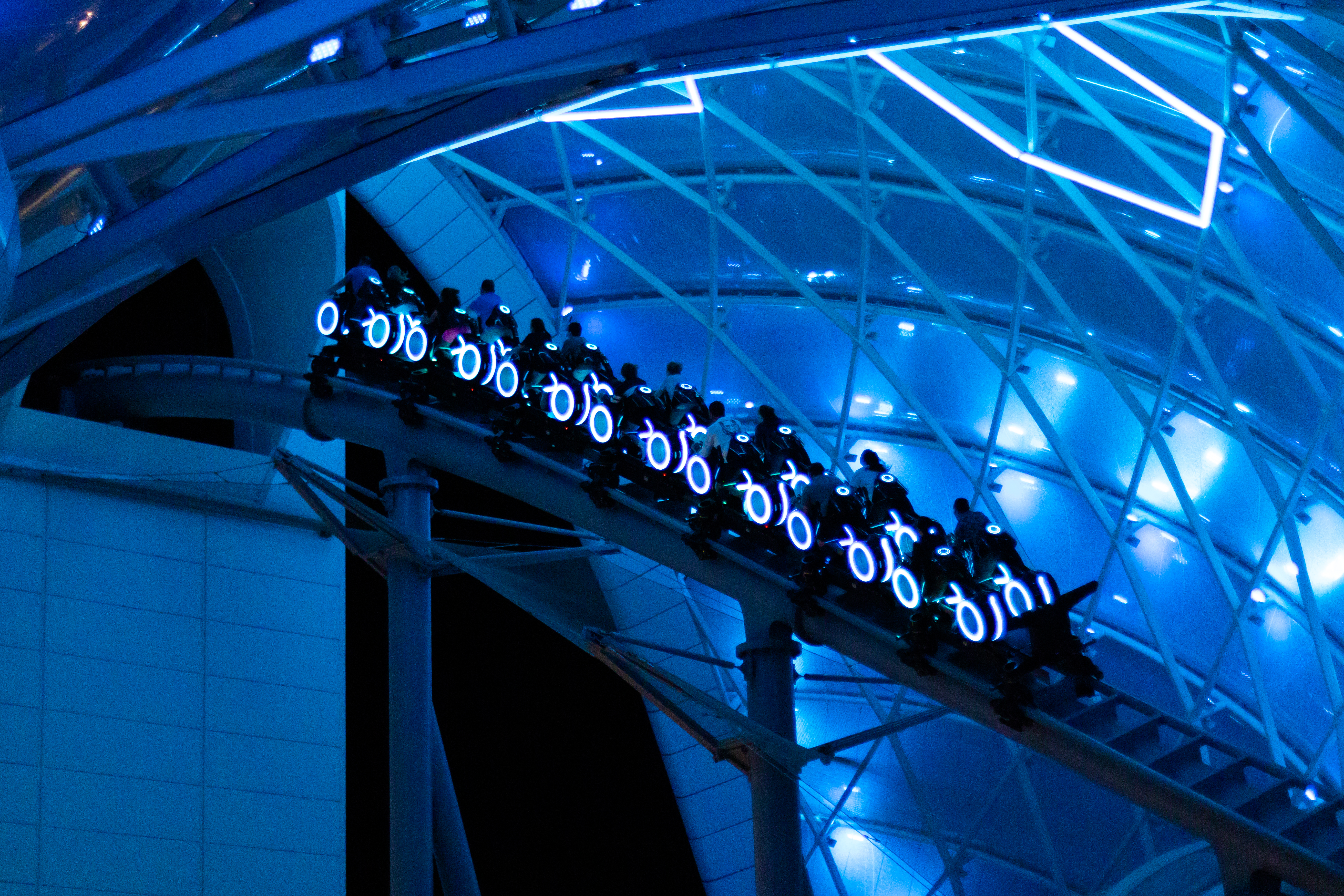
TRON Lightcycle / Run à Magic Kingdom.
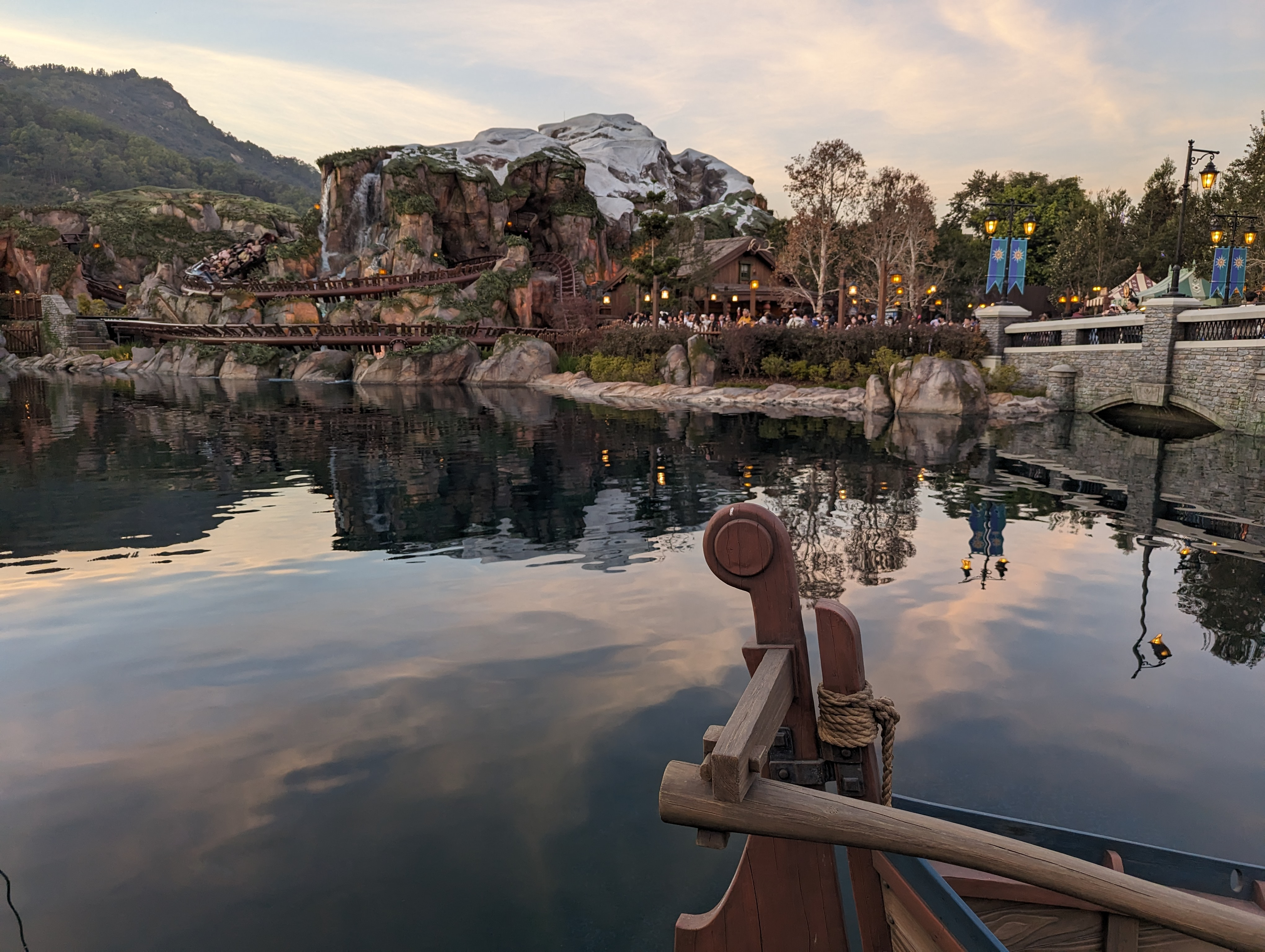
Wandering Oaken's Sliding Sleighs à Hong Kong Disneyland.
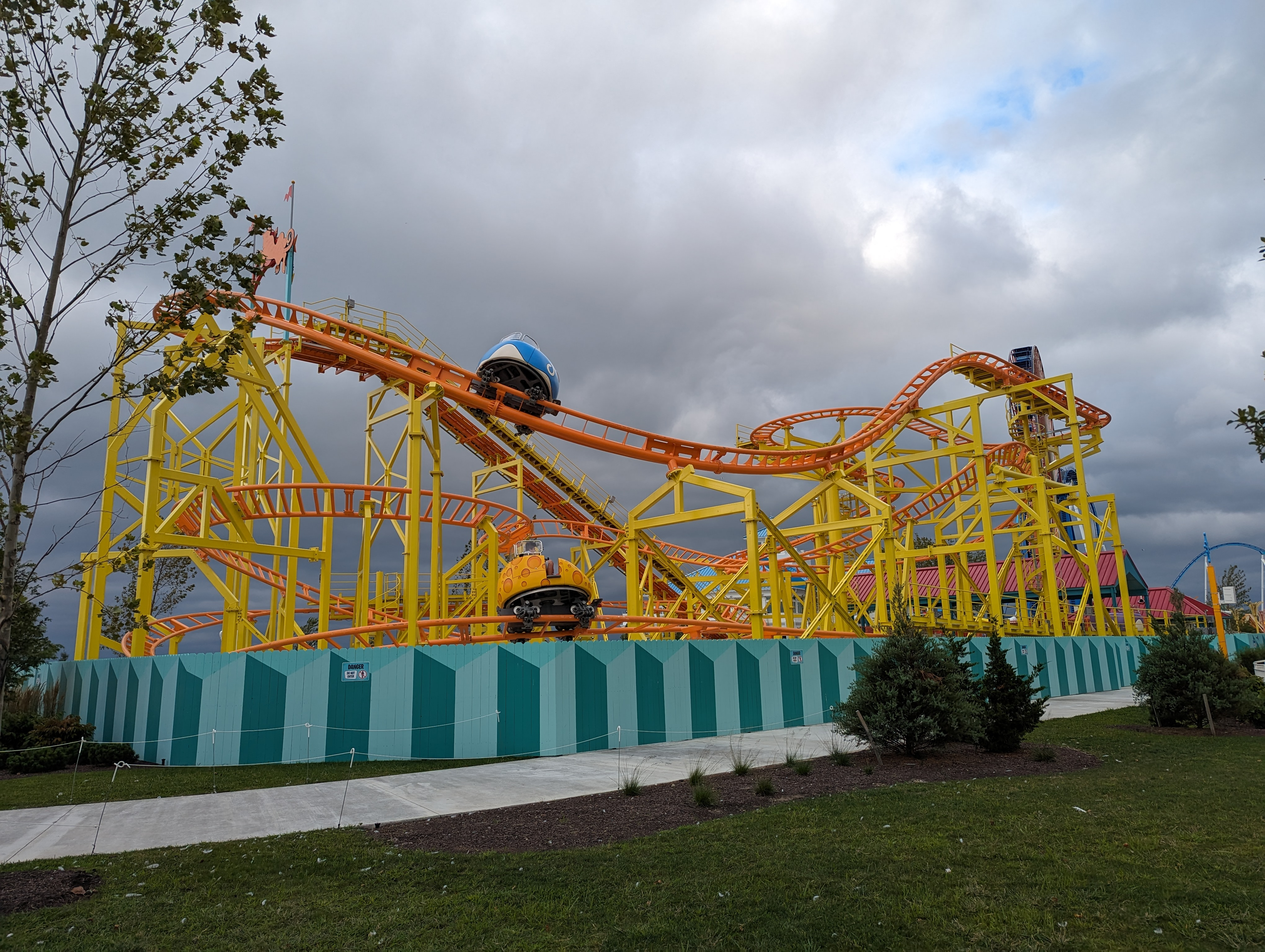
Wild Mouse à Cedar Point.
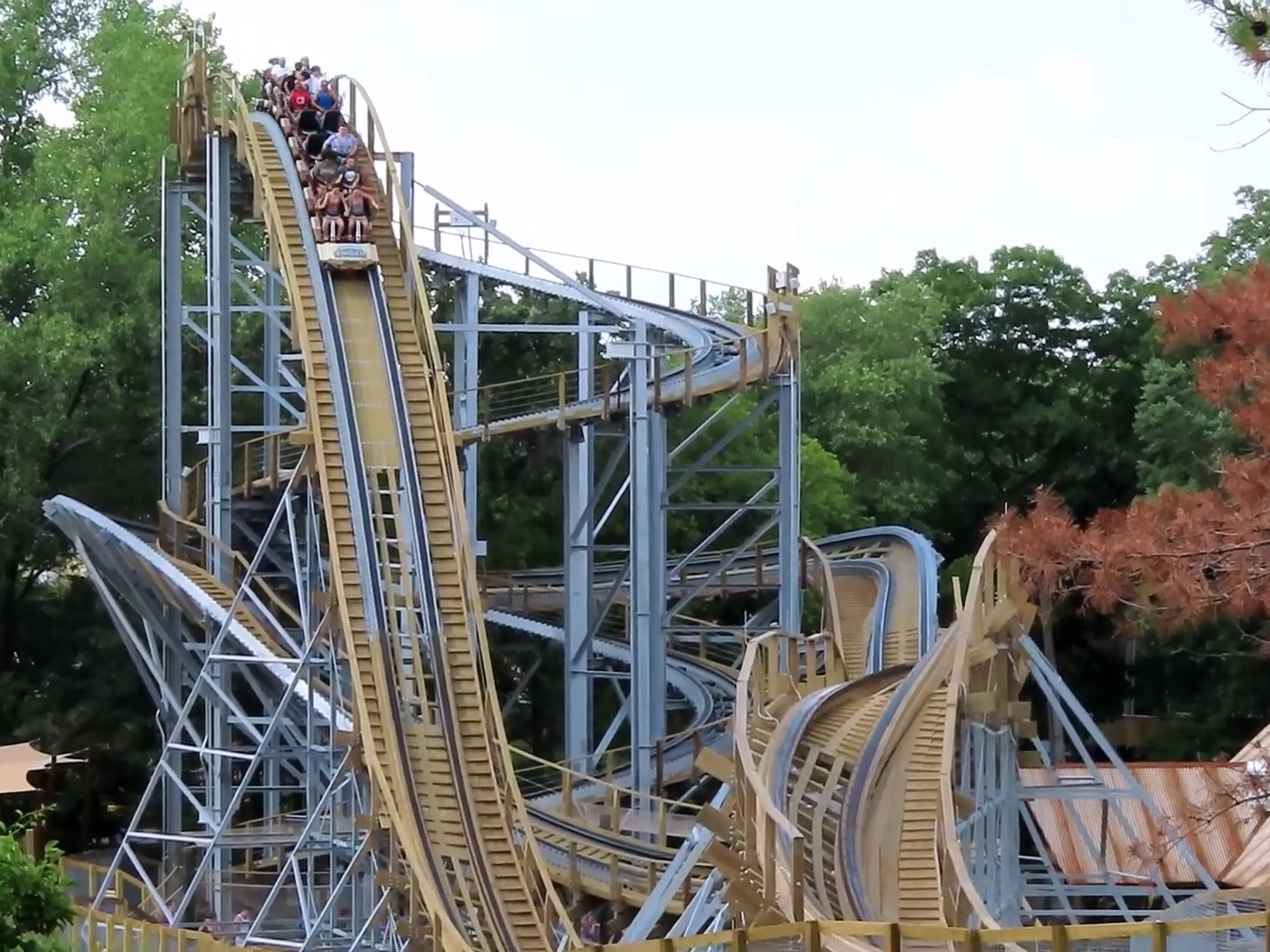
Zambezi Zinger à Worlds of Fun.

### Autres attractions
| Nom                                     | Type / Modèle                | Constructeur              | Parc                            | Pays        |
| --------------------------------------- | ---------------------------- | ------------------------- | ------------------------------- | ----------- |
| Air Racers                              | Air Race                     | Zamperla                  | Carowinds                       | États-Unis  |
| Air Walker                              | Disk'O                       | Zamperla                  | Carowinds                       | États-Unis  |
| Alcyon (l')                             | Bateau à bascule             | Fabbri Group              | Dennlys Parc                    | France      |
| Aventura Costa Rica                     | Bûches                       | Zamperla                  | Parque Diversiones              | Costa Rica  |
| Bumballoon                              | Samba Tower                  | Zamperla                  | Plopsaland De Panne             | Belgique    |
| Bumba en voyage                         | Parcours scénique interactif | Metallbau Emmeln          | Plopsaland De Panne             | Belgique    |
| Bus fou (le)                            | Crazy Bus                    | Zamperla                  | Plopsaland De Panne             | Belgique    |
| Caravelles de Jack Hamilton (les)       | Music Express                |                           | Kingoland                       | France      |
| Cargo Loco                              | Tasses                       | Zamperla                  | Kings Island                    | États-Unis  |
| Champi'Folies                           | Parcours scénique interactif | BoldMove Nation           | Le Pal                          | France      |
| Chez Gyrofolix                          | Nebulaz                      | Zamperla                  | Parc Astérix                    | France      |
| Clockwork                               | Nebulaz                      | Zamperla                  | Island in Pigeon Forge          | États-Unis  |
| Crazy Bus                               | Crazy Bus                    | Zamperla                  | Emerald Park                    | Irlande     |
| Dance Party 360°                        | Mini Discovery 360           | Zamperla                  | Island in Pigeon Forge          | États-Unis  |
| Dragonwatch                             | Para Tower                   | Intamin                   | Toverland                       | Pays-Bas    |
| Draken Falls                            | Bûches                       | Zamperla                  | Adventureland                   | États-Unis  |
| Drifts                                  | Drift Race                   | SBF Visa                  | Parc Ange Michel                | France      |
| El Molcajete                            | Wild Spark                   | Technical Park            | Fraispertuis City               | France      |
| Excalibur                               | Tour de chute                | SBF Visa                  | Cobac Parc                      | France      |
| Exploreur (l')                          | Bateau à bascule             | Metallbau Emmeln          | La Coccinelle                   | France      |
| Fire & Ice Towern                       | Tour de chute                | Zierer                    | Legoland Deutschland            | Allemagne   |
| Fossilvaskeren                          | Tasses                       |                           | Djurs Sommerland                | Danemark    |
| Frozen Ever After                       | Parcours scénique            |                           | Hong Kong Disneyland            | Hong Kong   |
| Garden Tour                             | Parcours en chariots         | Metallbau Emmeln          | Toverland                       | Pays-Bas    |
| Gear Spin                               | Nebulaz                      | Zamperla                  | Carowinds                       | États-Unis  |
| Graal (le)                              | Tasses                       | SBF Visa                  | Cobac Parc                      | France      |
| Grande Ourse                            | Kontiki XL                   | Zierer                    | OK Corral                       | France      |
| Grande roue des Pirates                 | Grande roue                  | Technical Park            | Kid Parc                        | France      |
| Gyro Force                              | Trabant-Wipeout              | Chance Rides              | Carowinds                       | États-Unis  |
| Hampi                                   | Nebulaz                      | Zamperla                  | Bellewaerde                     | Belgique    |
| Hampi Playground                        | Aire de jeux                 | Monstrum                  | Bellewaerde                     | Belgique    |
| Haunted Hotel                           | Parcours scénique interactif | Sally Dark Rides          | Funtown Splashtown USA          | États-Unis  |
| Hubertus                                | Junior Tower                 | Sunkid Heege              | Schwaben Park                   | Allemagne   |
| Illumination's Villain-Con Minion Blast | Parcours scénique interactif |                           | Universal Studios Florida       | États-Unis  |
| Jumping Juna                            | Jump Around                  | Zamperla                  | Toverland                       | Pays-Bas    |
| Kleiner Donners wilder Ritt             | Chevaux galopants            | Metallbau Emmeln          | Fort Fun Abenteuerland          | Allemagne   |
| Looping Alois                           | Tower Planes                 | SBF Visa Group            | Skyline Park                    | Allemagne   |
| Madhouse                                | Mad House                    | Vekoma                    | Legoland California             | États-Unis  |
| Mamba Strike                            | Miami Ride                   | SBF Visa Group            | Chessington World of Adventures | Royaume-Uni |
| Mickey & Minnie's Runaway Railway       | Parcours scénique            | Walt Disney Imagineering  | Disneyland                      | États-Unis  |
| Milanflug                               | Aerobatic Flight             | SBF Visa Group            | Taunus Wunderland               | Allemagne   |
| Motorbike Derby                         | Apollo Sidecars XL           | Technical Park            | Djurs Sommerland                | Danemark    |
| NebulaZ                                 | Nebulaz                      | Zamperla                  | Canobie Lake Park               | États-Unis  |
| Ooigevaar                               | Tour de chute                | Zamperla                  | Speelpark Oud Valkeveen         | Pays-Bas    |
| Ostrich Stampede                        | Jump & Smile                 | SBF Visa Group            | Chessington World of Adventures | Royaume-Uni |
| Pen Draig (le)                          | Family Calypso               | Mack Rides                | La Récré des 3 Curés            | France      |
| Pirate River Quest                      | Croisière scénique           |                           | Legoland Florida                | États-Unis  |
| Pixarus                                 | Sky Fly                      | Gerstlauer                | Toverland                       | Pays-Bas    |
| Planétarium                             | Planétarium                  | RSA Cosmos                | Vulcania                        | France      |
| Psssht Station                          | Barnyard                     | Zamperla                  | Bellewaerde                     | Belgique    |
| Rundrejsen                              | Carrousel                    |                           | Fårup Sommerland                | Danemark    |
| Samba Balloon                           | Samba Balloon                | Zamperla                  | Emerald Park                    | Irlande     |
| Sanglier d’Or (le)                      | Aire de jeux                 | Pro Urba                  | Parc Astérix                    | France      |
| Serengeti Flyer                         | Screamin' Swing              | S&S - Sansei Technologies | Busch Gardens Tampa             | États-Unis  |
| Sidecar Factory                         | Apollo Sidecars XL           | Technical Park            | Parc du Bocasse                 | France      |
| Silverton                               | Apollo Sidecars XL           | Technical Park            | Walibi Belgium                  | Belgique    |
| Sol Spin                                | Endeavour                    | Zamperla                  | Kings Island                    | États-Unis  |
| Spinosaurus                             | Disk'O Coaster               | Zamperla                  | Djurs Sommerland                | Danemark    |
| Spinvasion                              | Gryphon                      | Zamperla                  | Kennywood                       | États-Unis  |
| Tiki Wakah                              | Music Express                | Technical Park            | Family Park                     | France      |
| Toucans (les)                           | Flying Dutchman              | Technical Park            | Parc des Combes                 | France      |
| Tour de contrôle (la)                   | Tour de chute                | SBF Visa                  | Parc Ange Michel                | France      |
| Tour Excalibur                          | Tour de chute                | SBF Visa                  | Cobac Parc                      | France      |
| Trail Trackers Adventures Rides         |                              |                           | Wild Adventures                 | États-Unis  |
| Tundra Twister                          | Avalanche                    | Mondial Rides             | Canada's Wonderland             | Canada      |
| Wetter-Umschwung                        | Wild Swing                   | ART Engineering           | Karls Erlebnis-Dorf Elstal      | Allemagne   |
| Wind Seekers                            | Magic Bikes                  | Zamperla                  | Walibi Holland                  | Pays-Bas    |
| Yakaris rutschigen Wasserfällen         | Wave Runner                  | Metallbau Emmeln          | Fort Fun Abenteuerland          | Allemagne   |
| Zootopia: Hot Pursuit                   | Parcours scénique            |                           | Shanghai Disneyland             | Chine       |

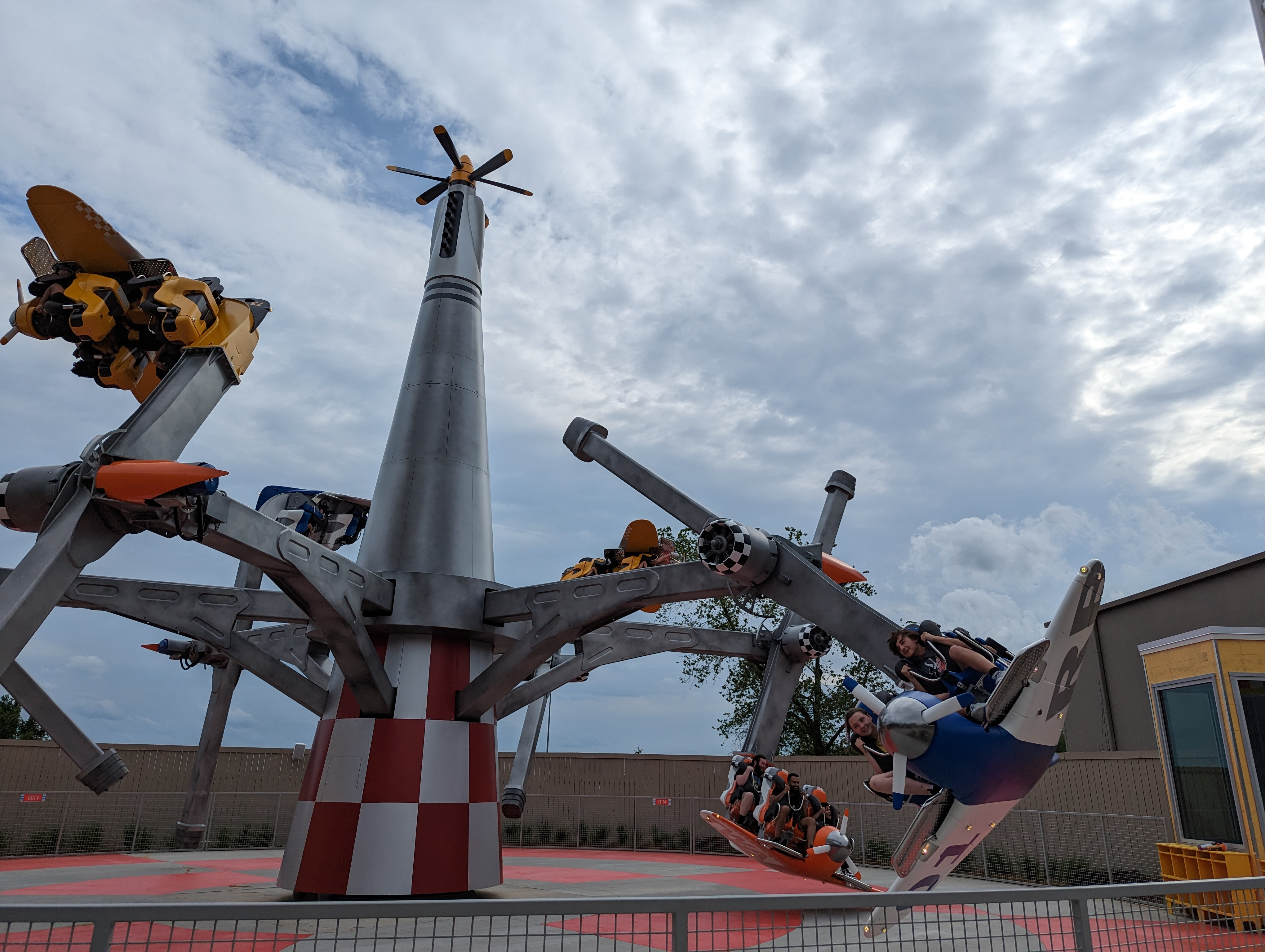
Air Racers à Carowinds
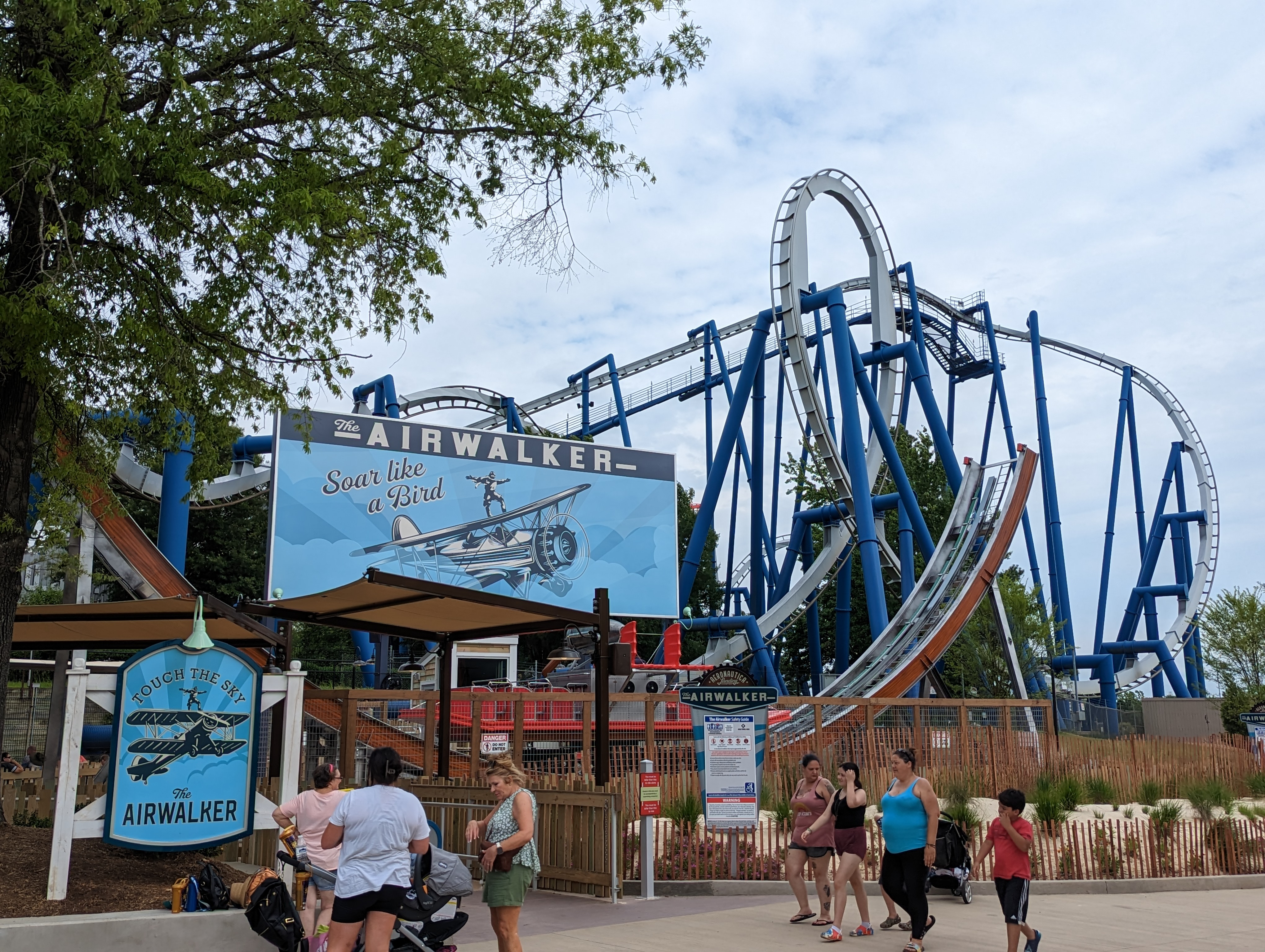
Air Walker à Carowinds
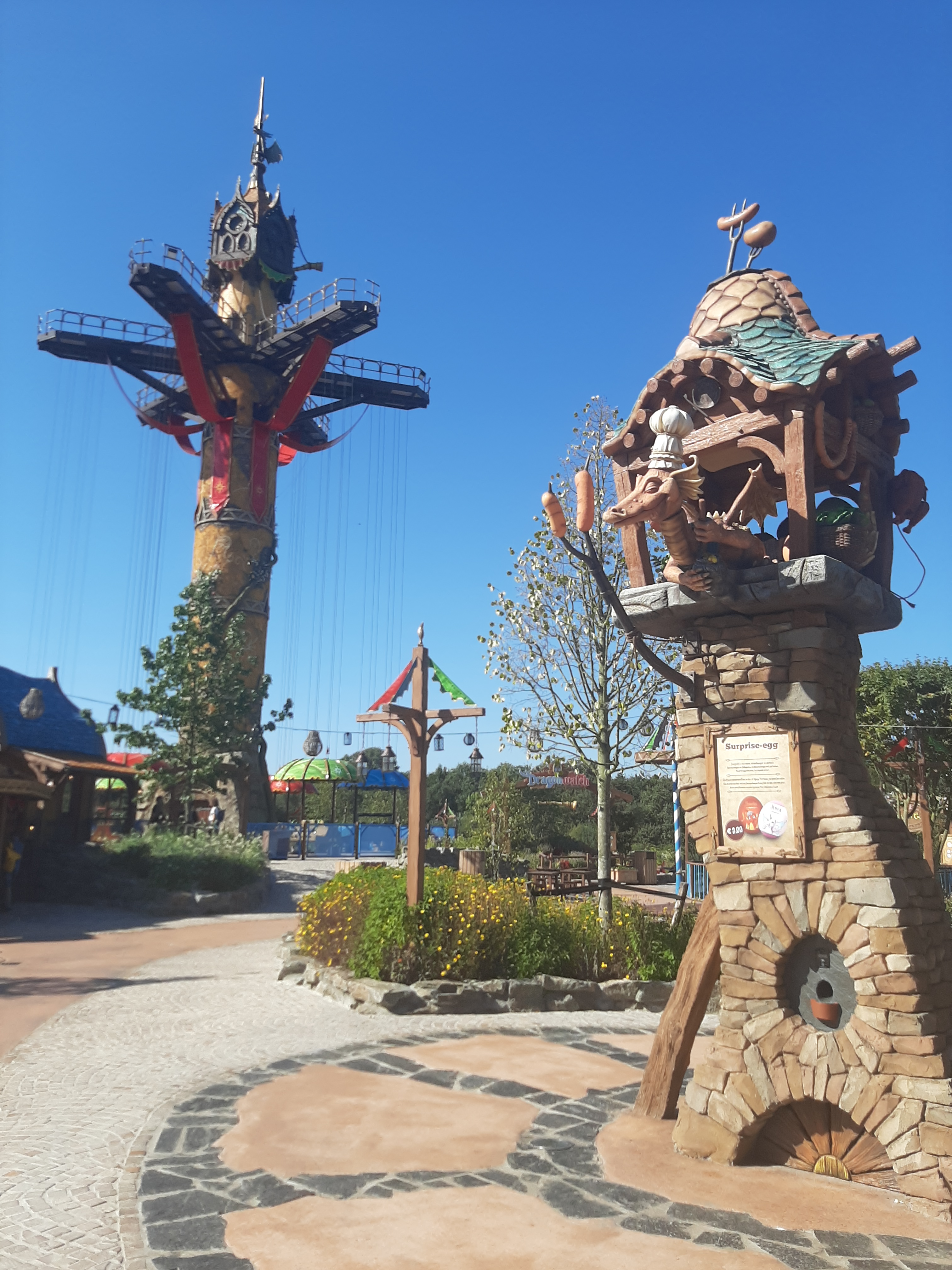
Dragonwatch à Toverland
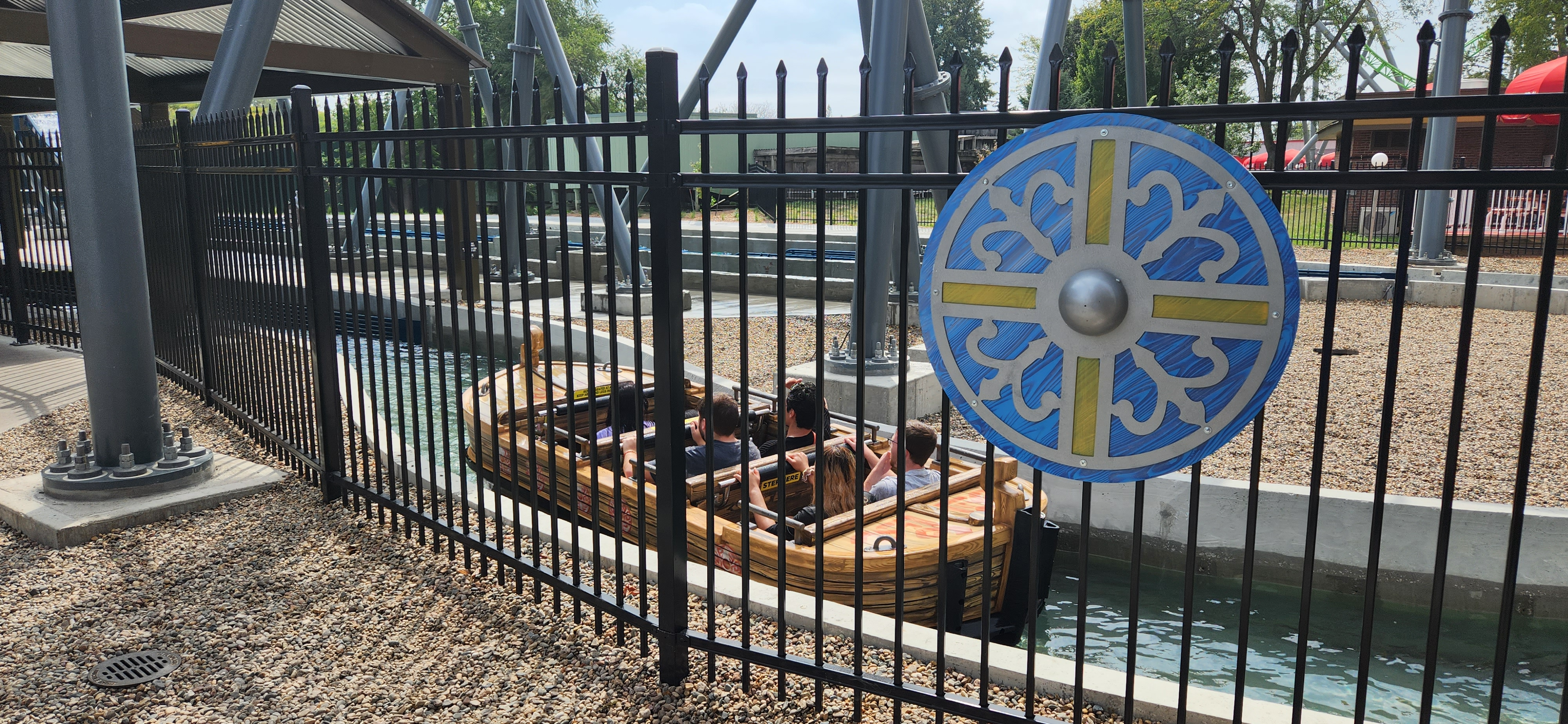
Draken Falls à Adventureland.
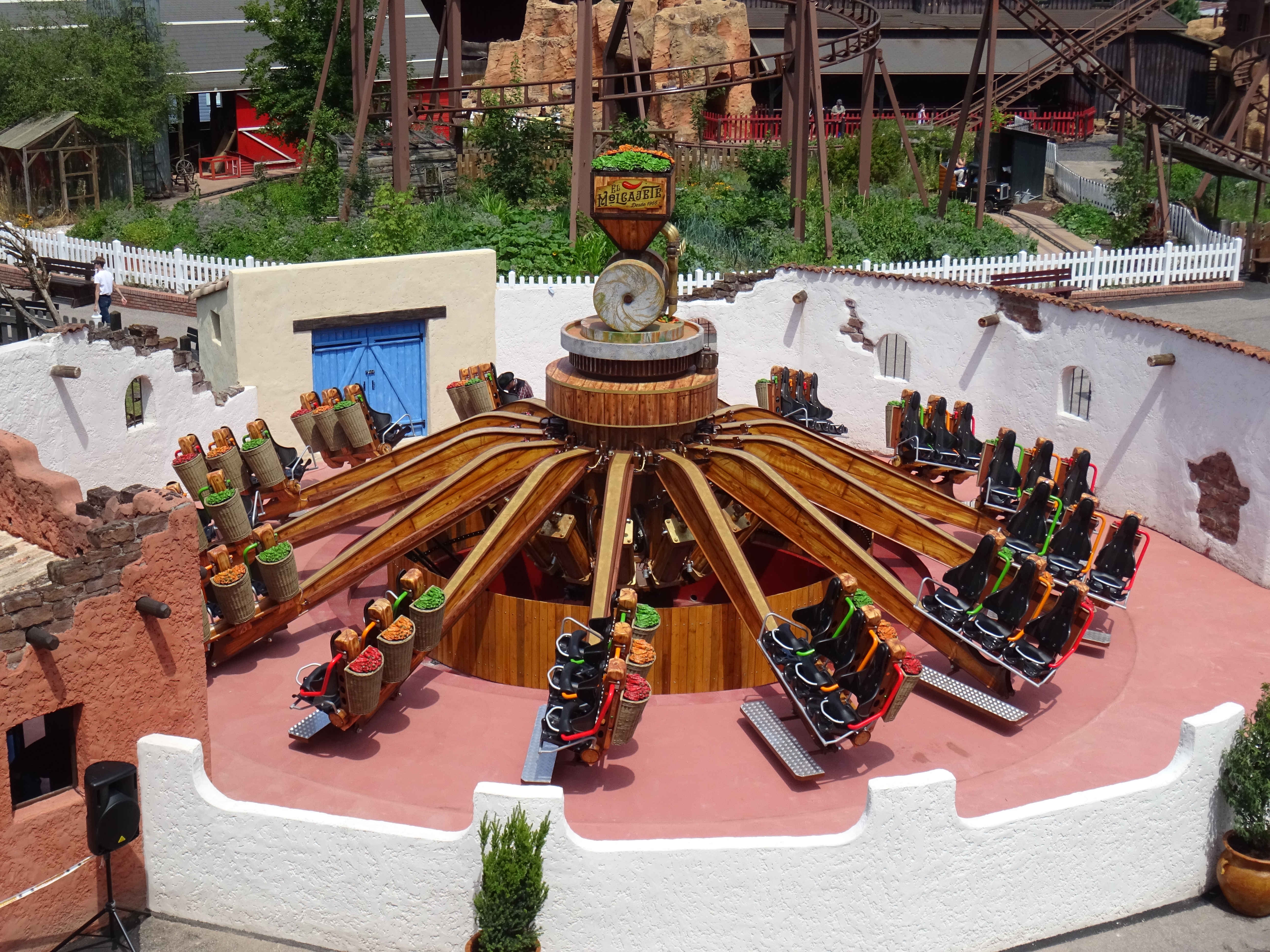
El Molcajete à Fraispertuis-City
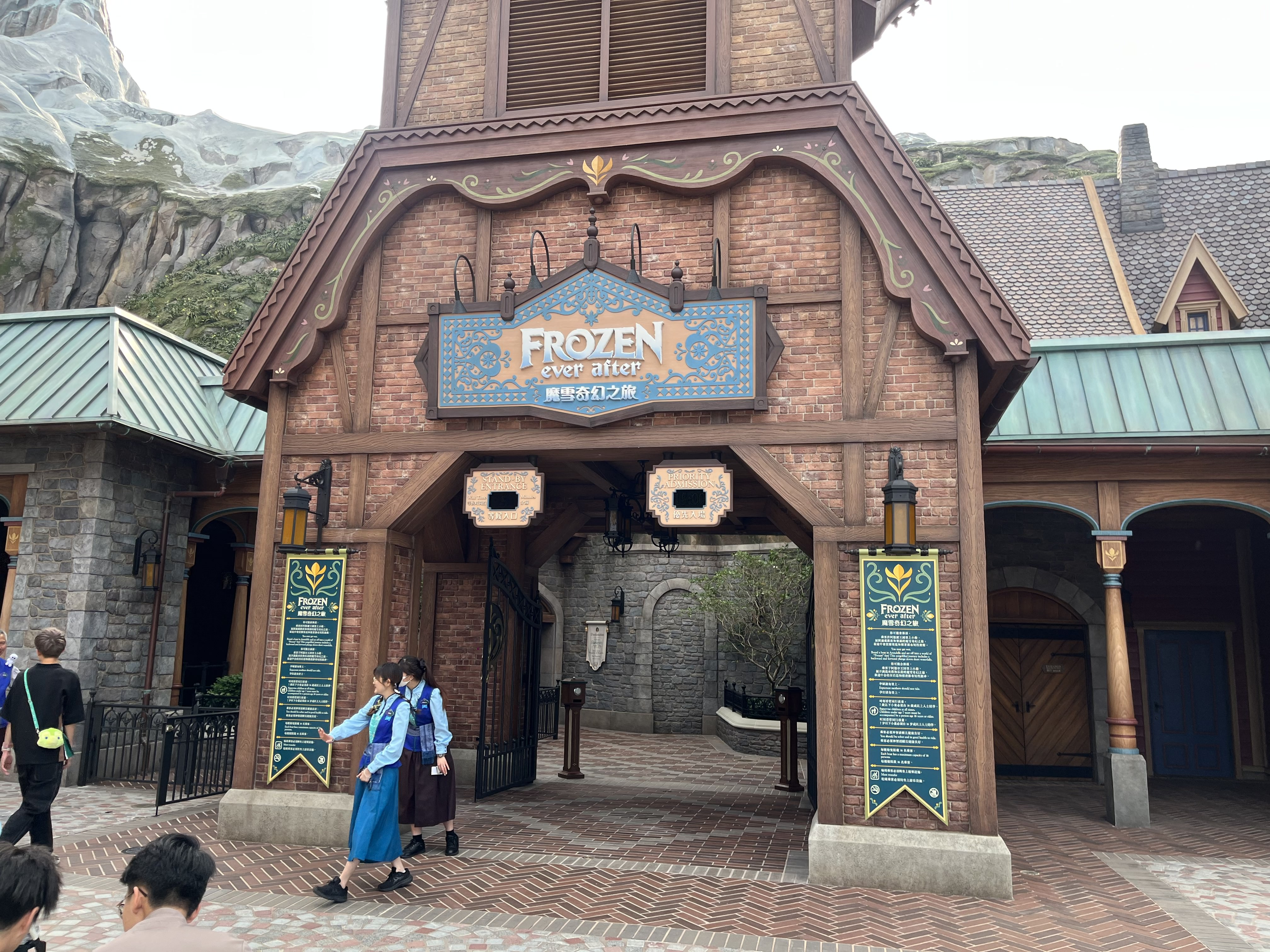
Entrée de Frozen Ever After à Hong Kong Disneyland.
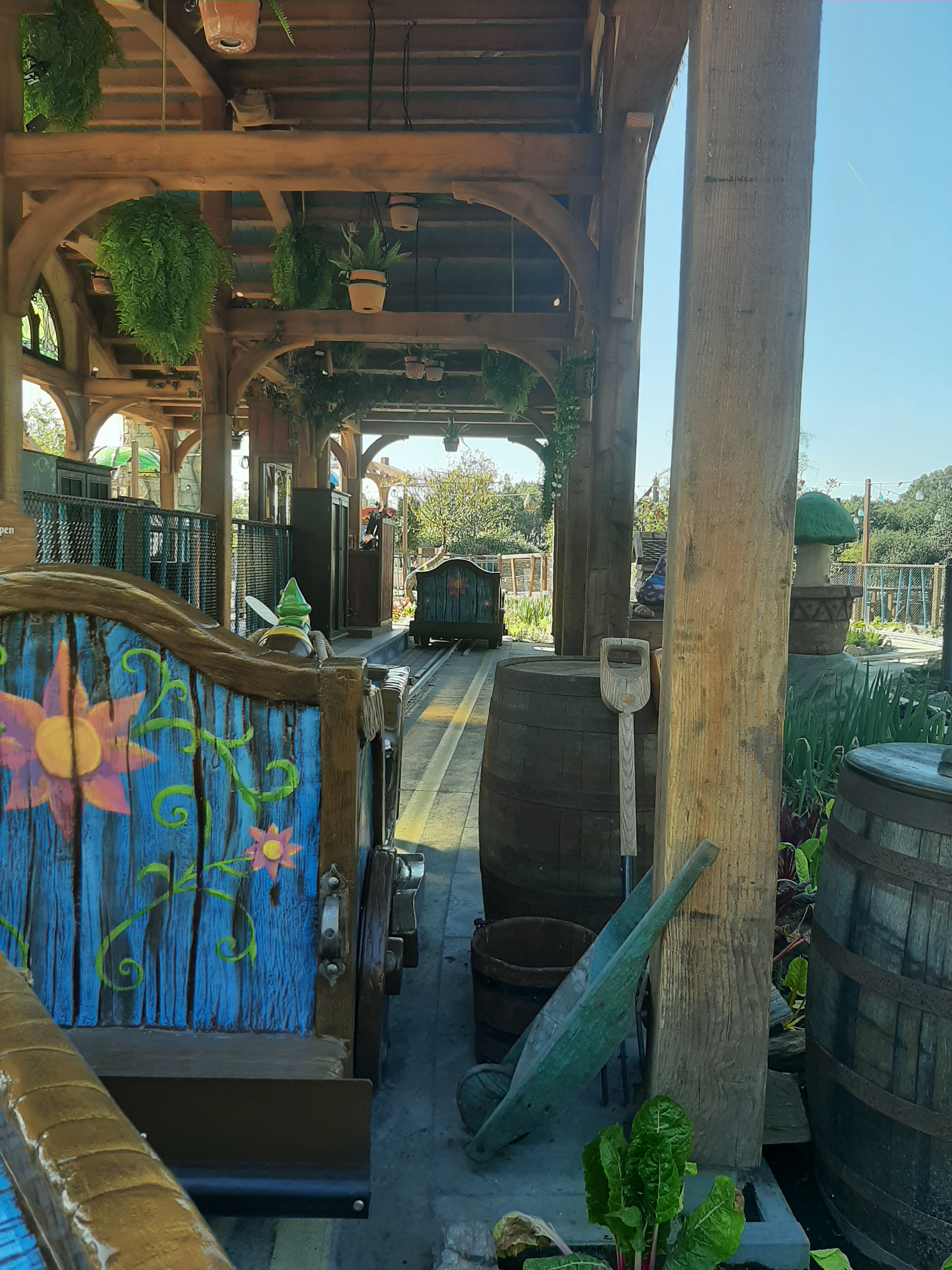
Garden Tour à Toverland
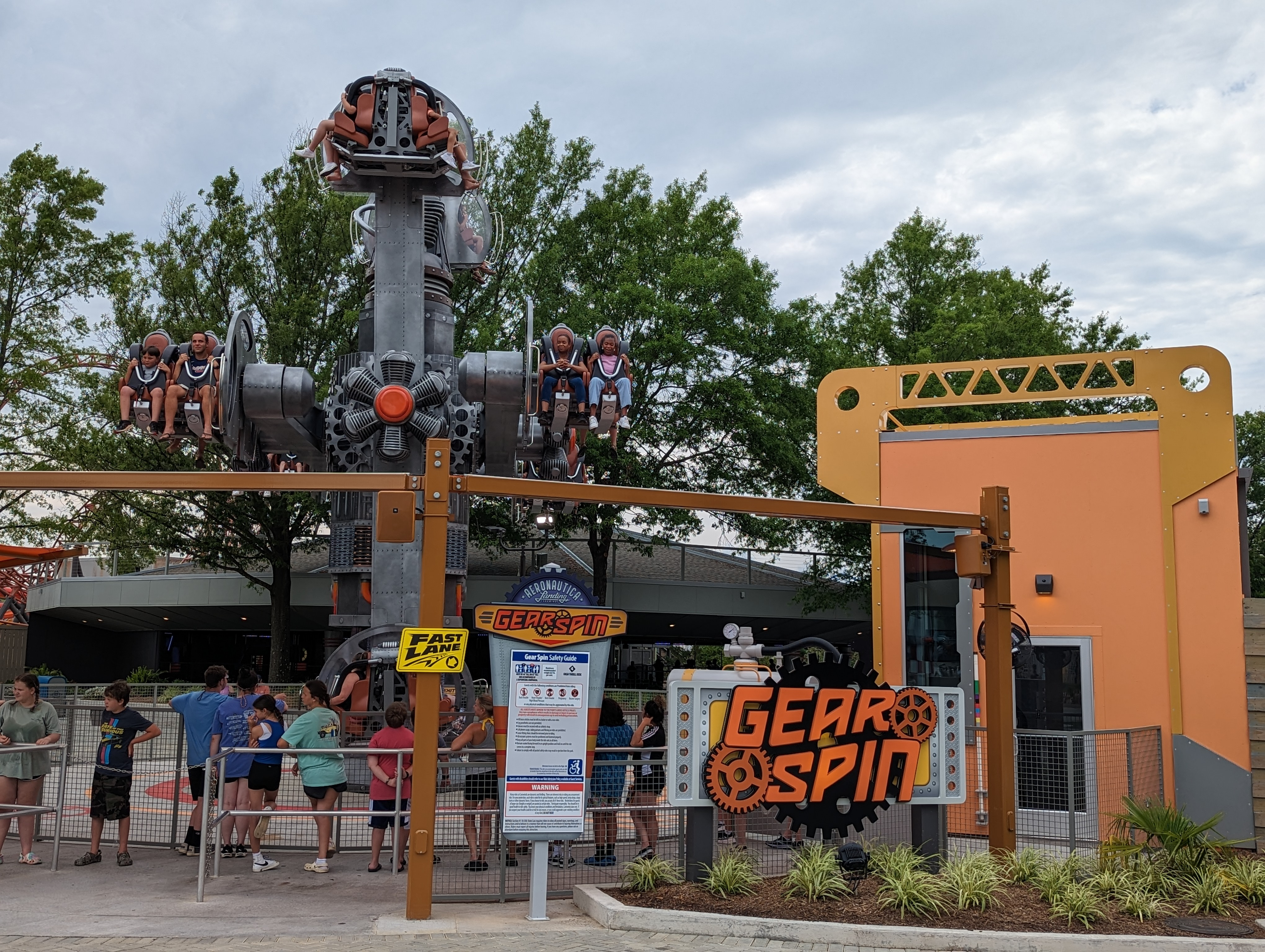
Gear Spin à Carowinds
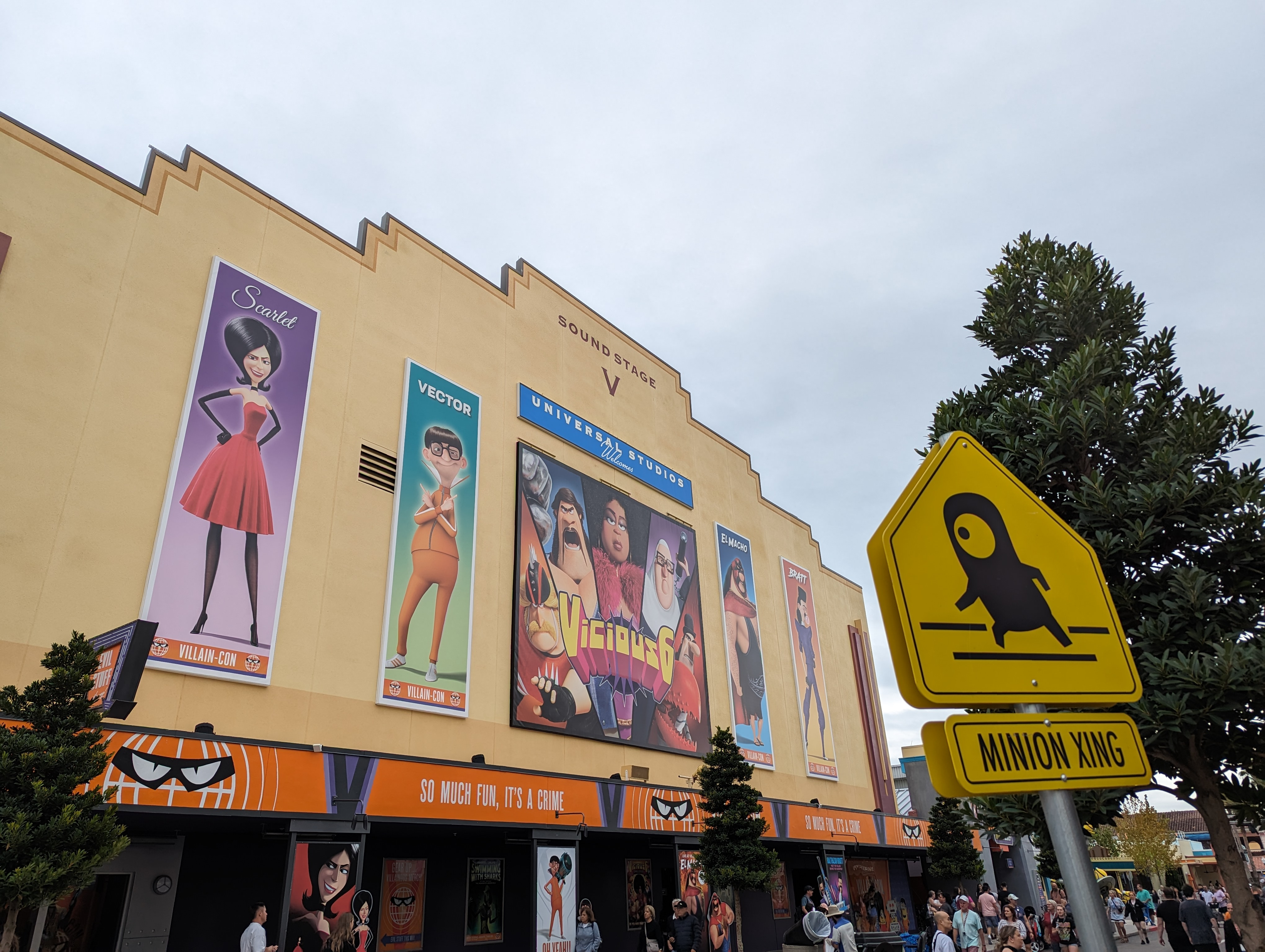
Illumination's Villain-Con Minion Blast à Universal Studios Florida
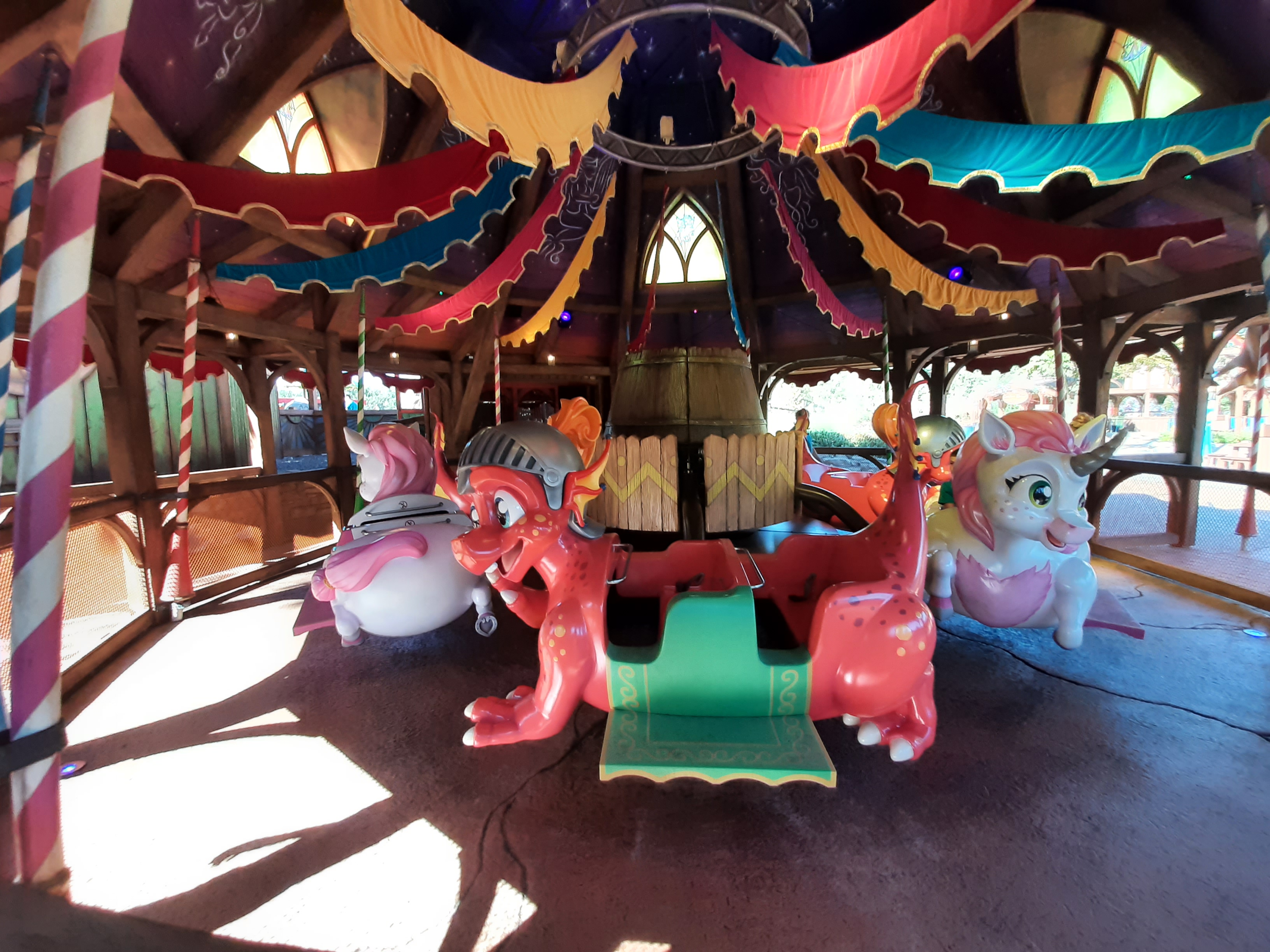
Jumping Juna à Toverland
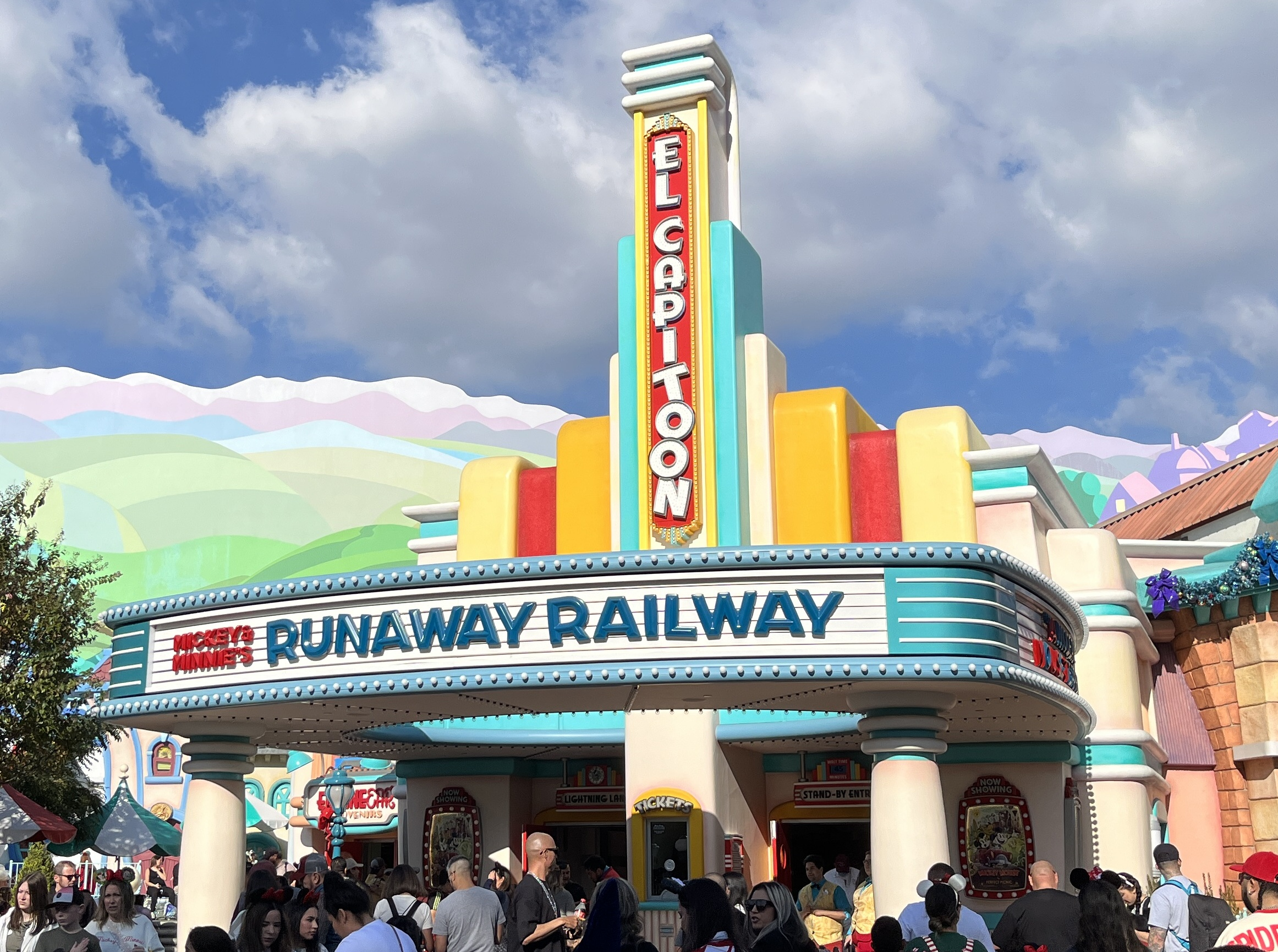
Mickey & Minnie's Runaway Railway à Disneyland
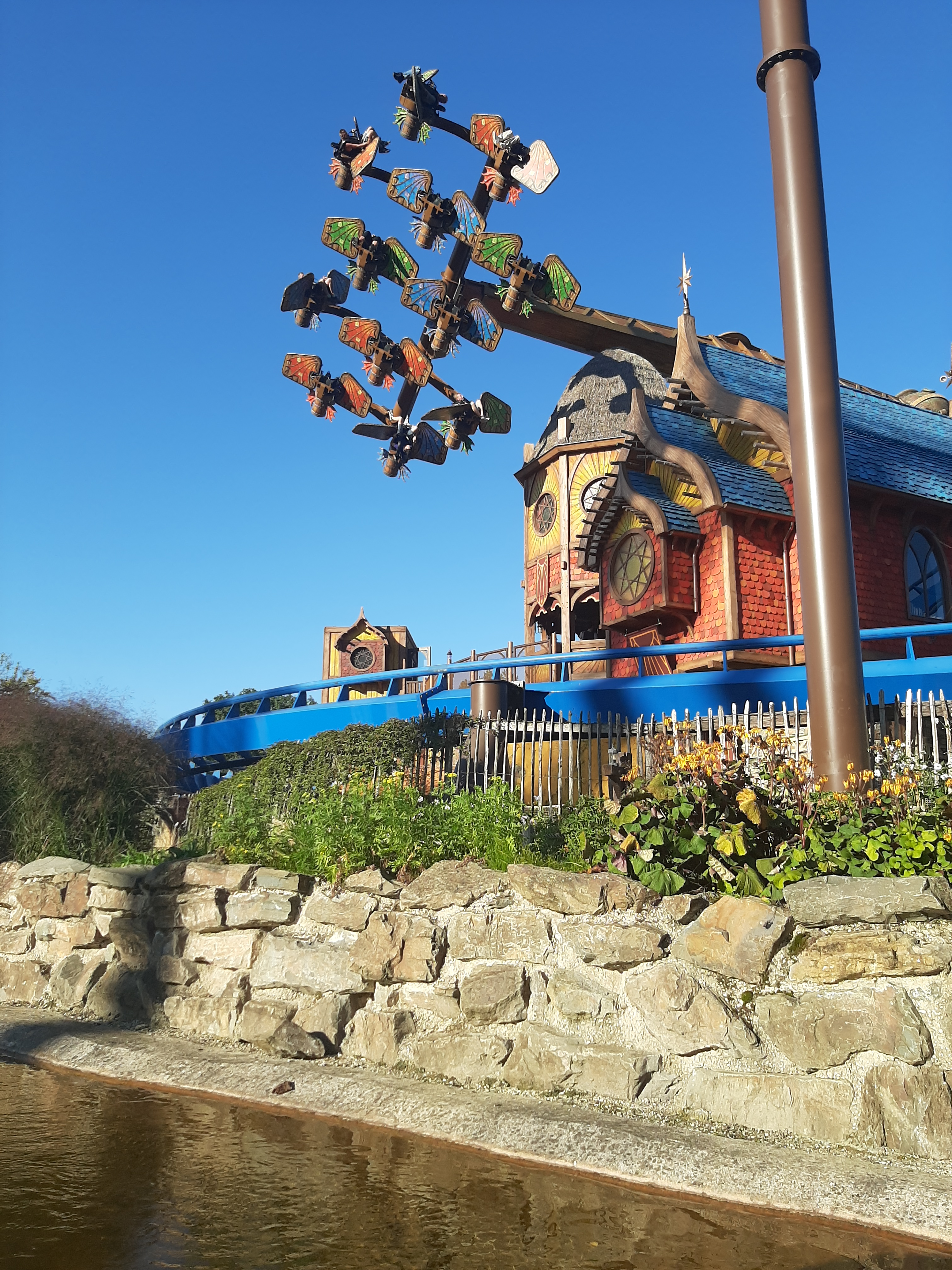
Pixarus à Toverland
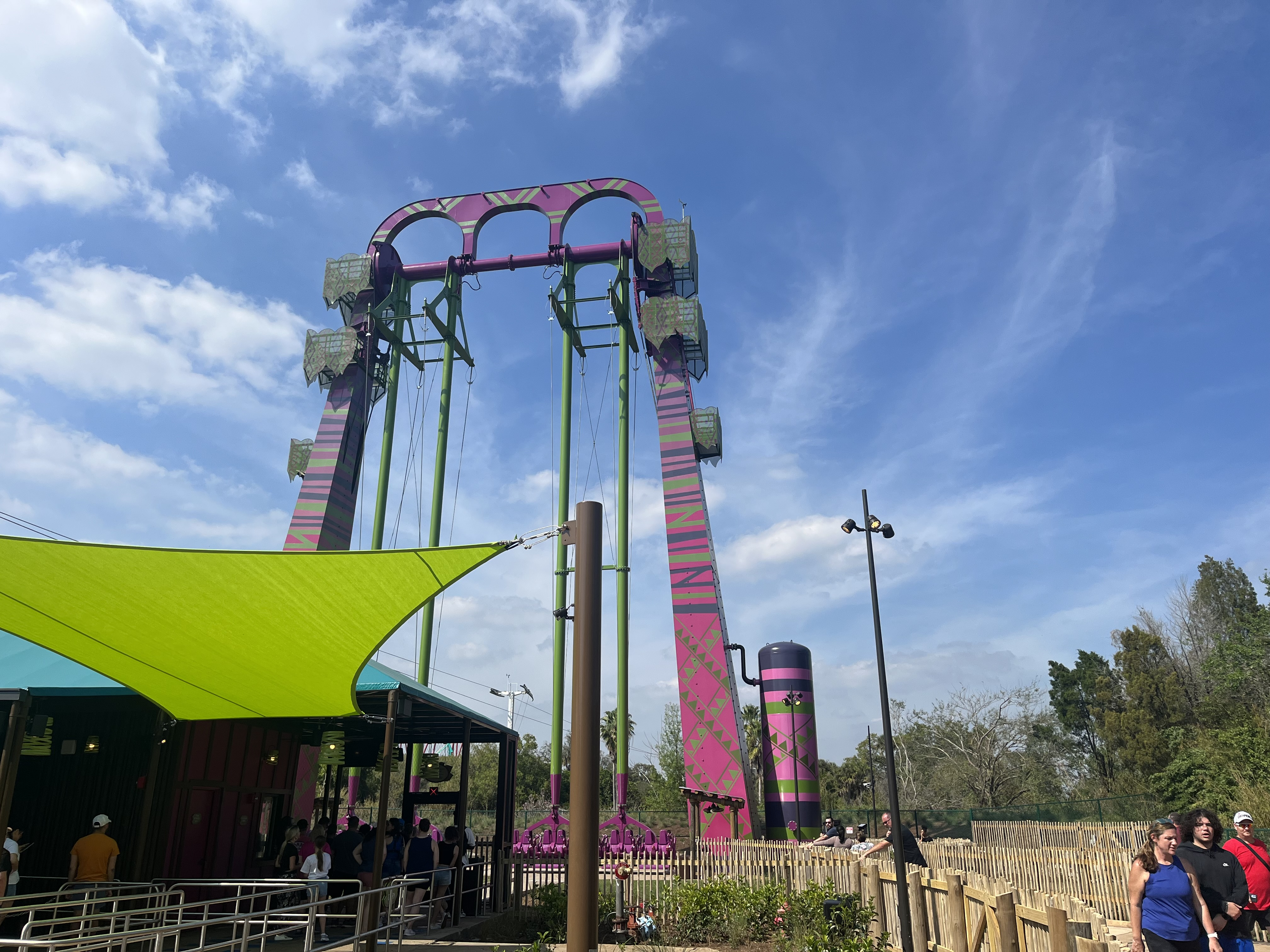
Serengeti Flyer à Busch Gardens Tampa
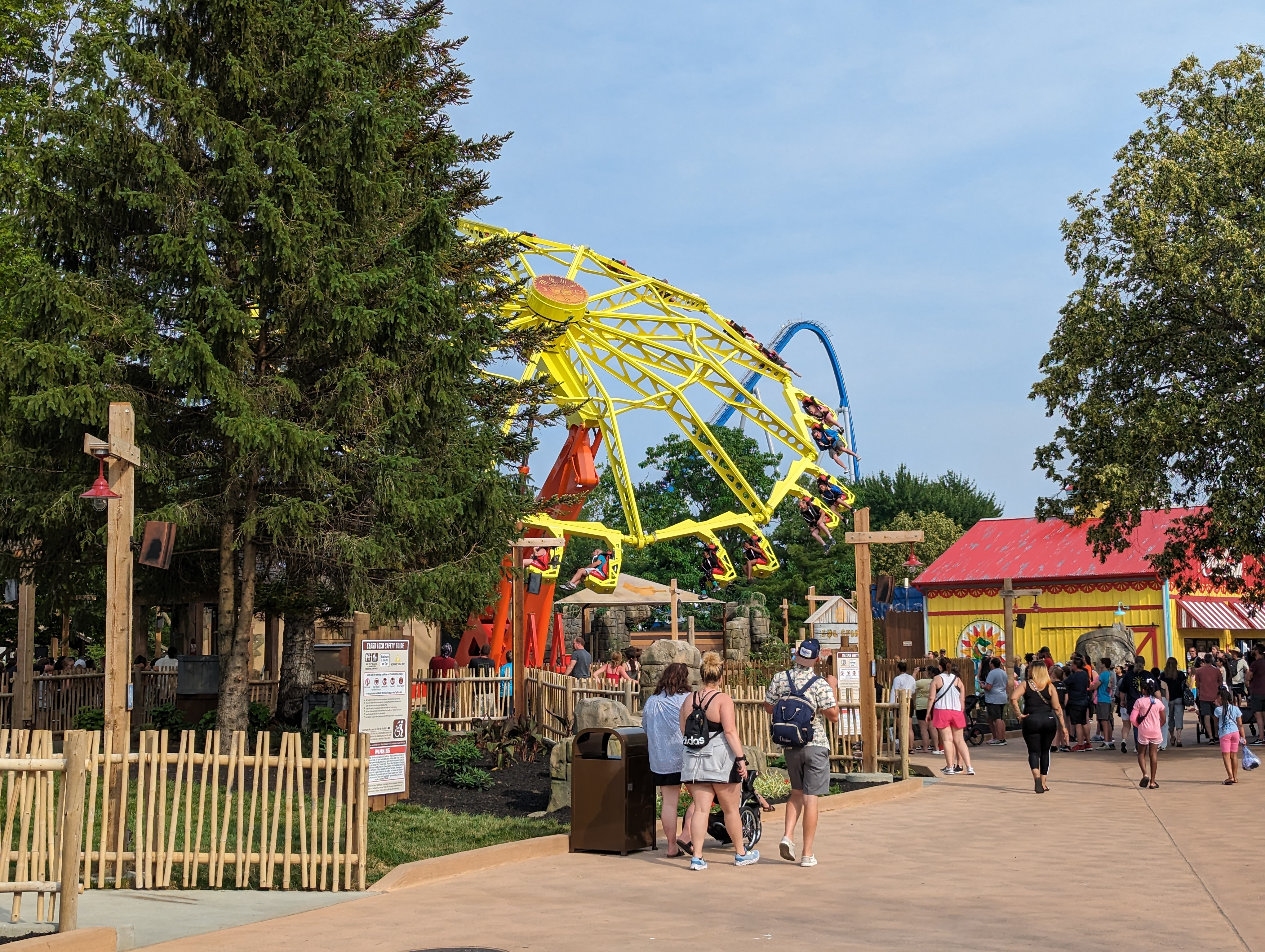
Sol Spin à Kings Island
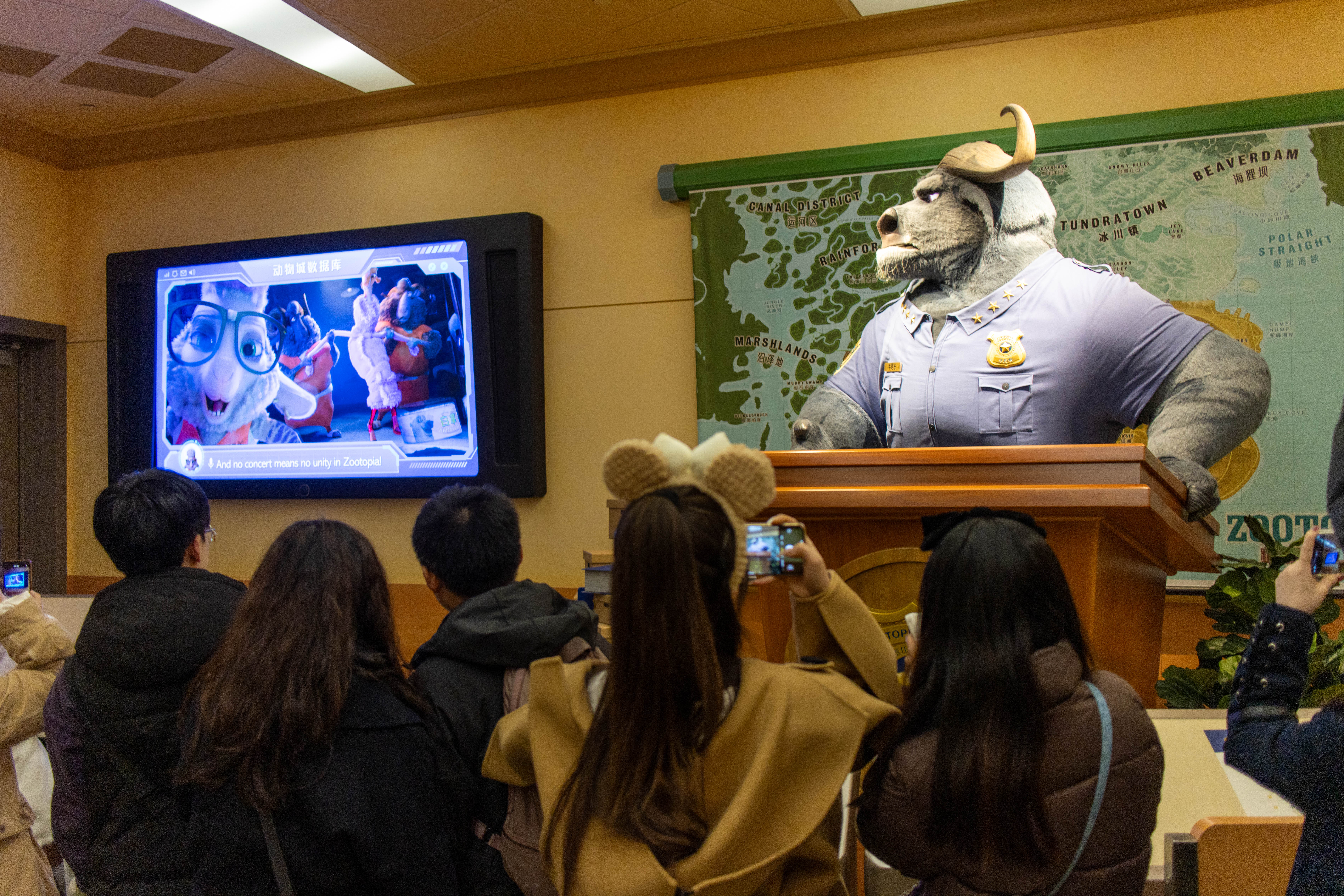
Zootopia Hot Pursuit à Shanghai Disneyland

#### Nouveau thème
| Nom                                        | Type / Modèle       | Constructeur        | Parc                     | Pays        | Anciennement                                      |
| ------------------------------------------ | ------------------- | ------------------- | ------------------------ | ----------- | ------------------------------------------------- |
| Curse at Alton Manor                       | Parcours scénique   | Merlin Magic Making | Alton Towers             | Royaume-Uni | Duel — The Haunted House Strikes Back!            |
| Étincelle, la Malédiction de l'Opale Noire | Cinéma dynamique    | 5Motion             | Futuroscope              | France      | L'Âge de Glace : Il était une Noix - L'expérience |
| Hover & Dodge                              | Auto-tamponneuse    | Majestic Rides      | Carowinds                | États-Unis  | Dodg'ems                                          |
| Liechtensteiner Ballonfahrt                | Manège de ballons   | Chance Morgan       | Europa-Park              | Allemagne   | Flug des Ikarus                                   |
| Red Bandits Adventure                      | Parcours scénique   | Mack Rides          | Attractiepark Slagharen  | Pays-Bas    | Wild West Adventure                               |
| Terra Magma                                | Bûches en intérieur | Intamin             | Bobbejaanland            | Belgique    | Indiana River                                     |
| Valhalla                                   | Barque scénique     | Intamin             | Blackpool Pleasure Beach | Royaume-Uni | Valhalla                                          |

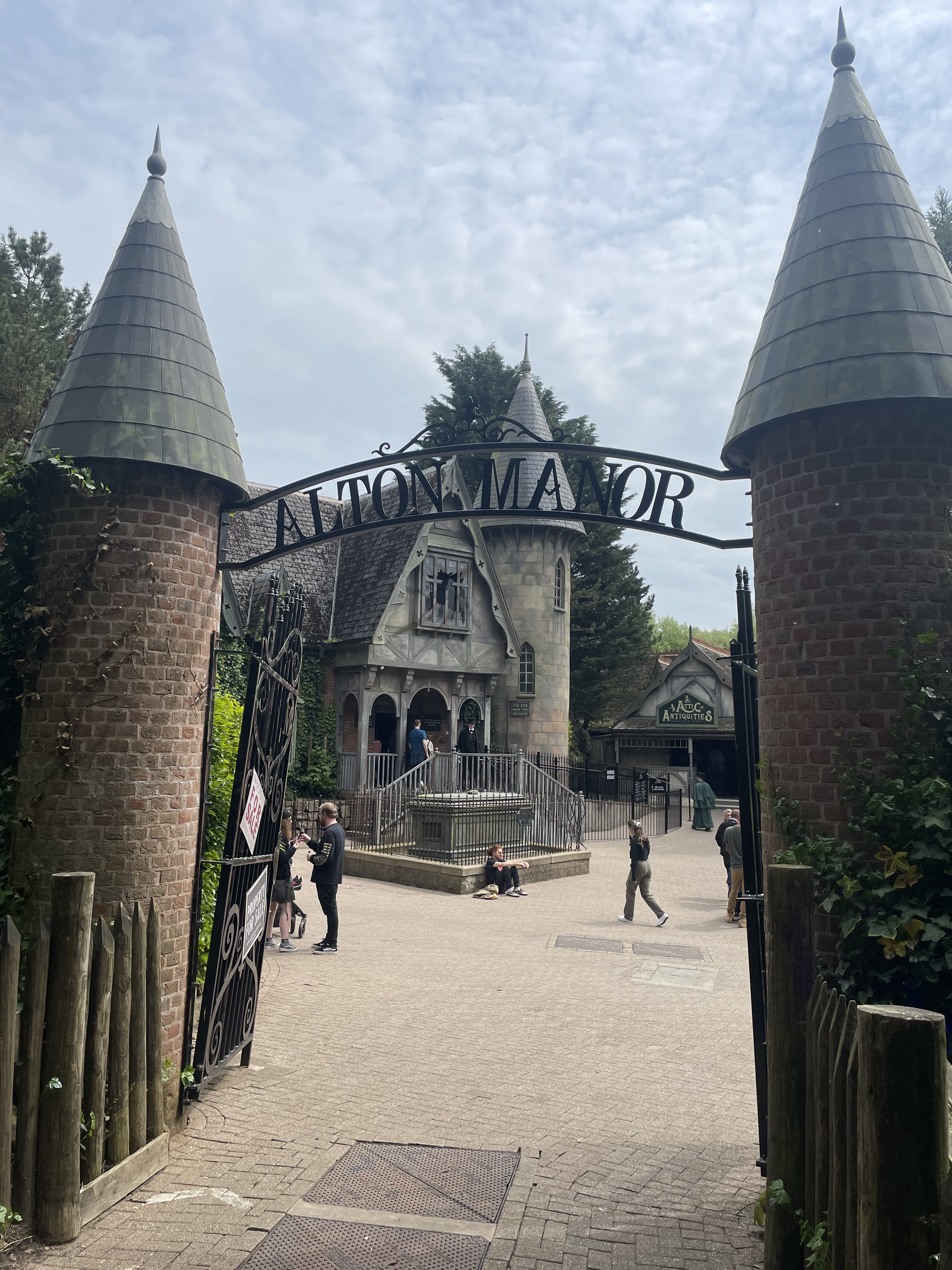
Entrée de Curse at Alton Manor, à Alton Towers

## Hôtels
- EcoLodgee - Futuroscope ( France)[23]
- HeartSong Lodge & Resort - Dollywood ( États-Unis)[24]